# Duomo di San Pietro (Modica)

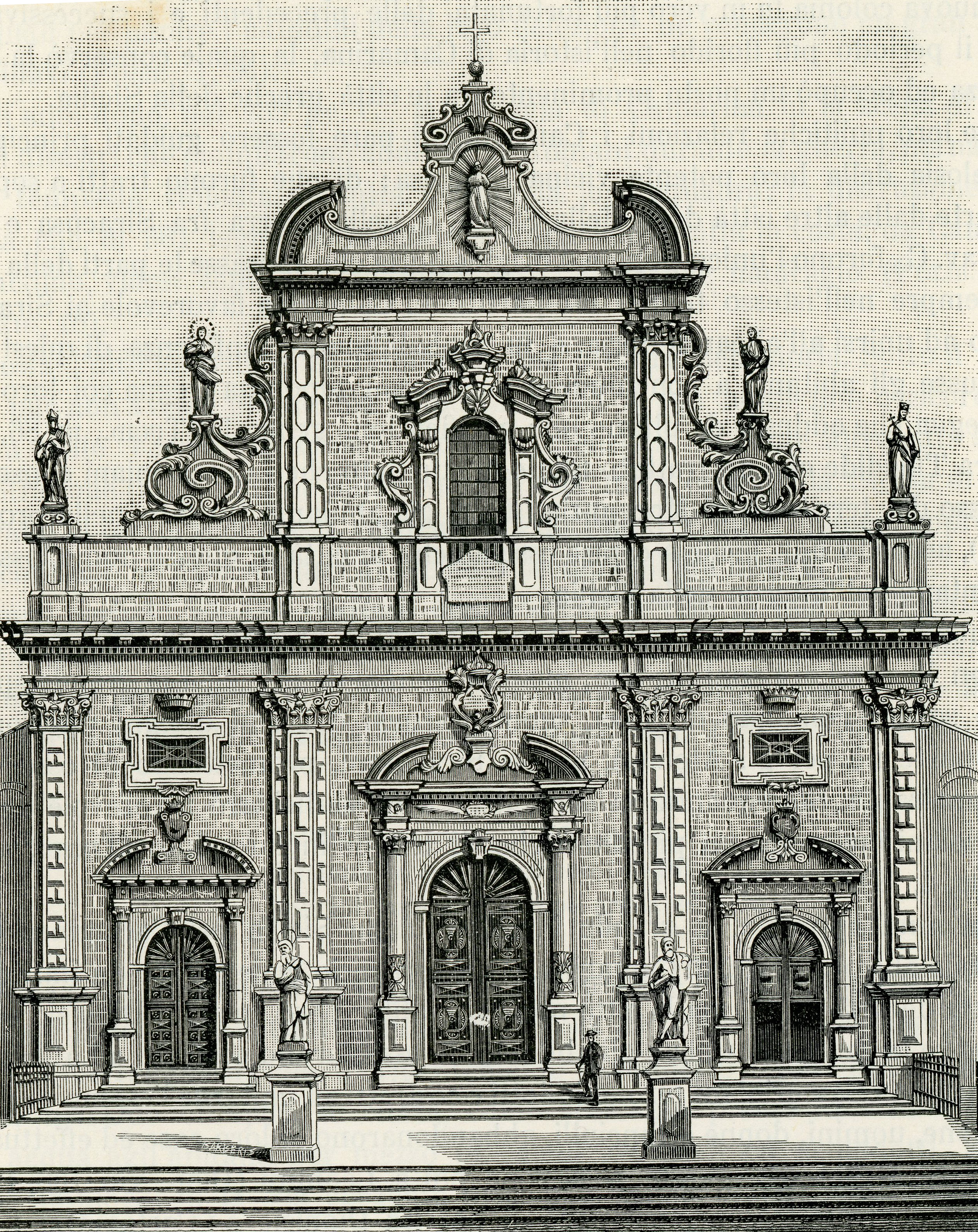
Il Duomo in una xilografia di Barberis, 1890.

Il Duomo di San Pietro Apostolo è un edificio religioso di Modica, in provincia di Ragusa, consacrato a San Pietro, chiesa madre della città insieme al Duomo di San Giorgio

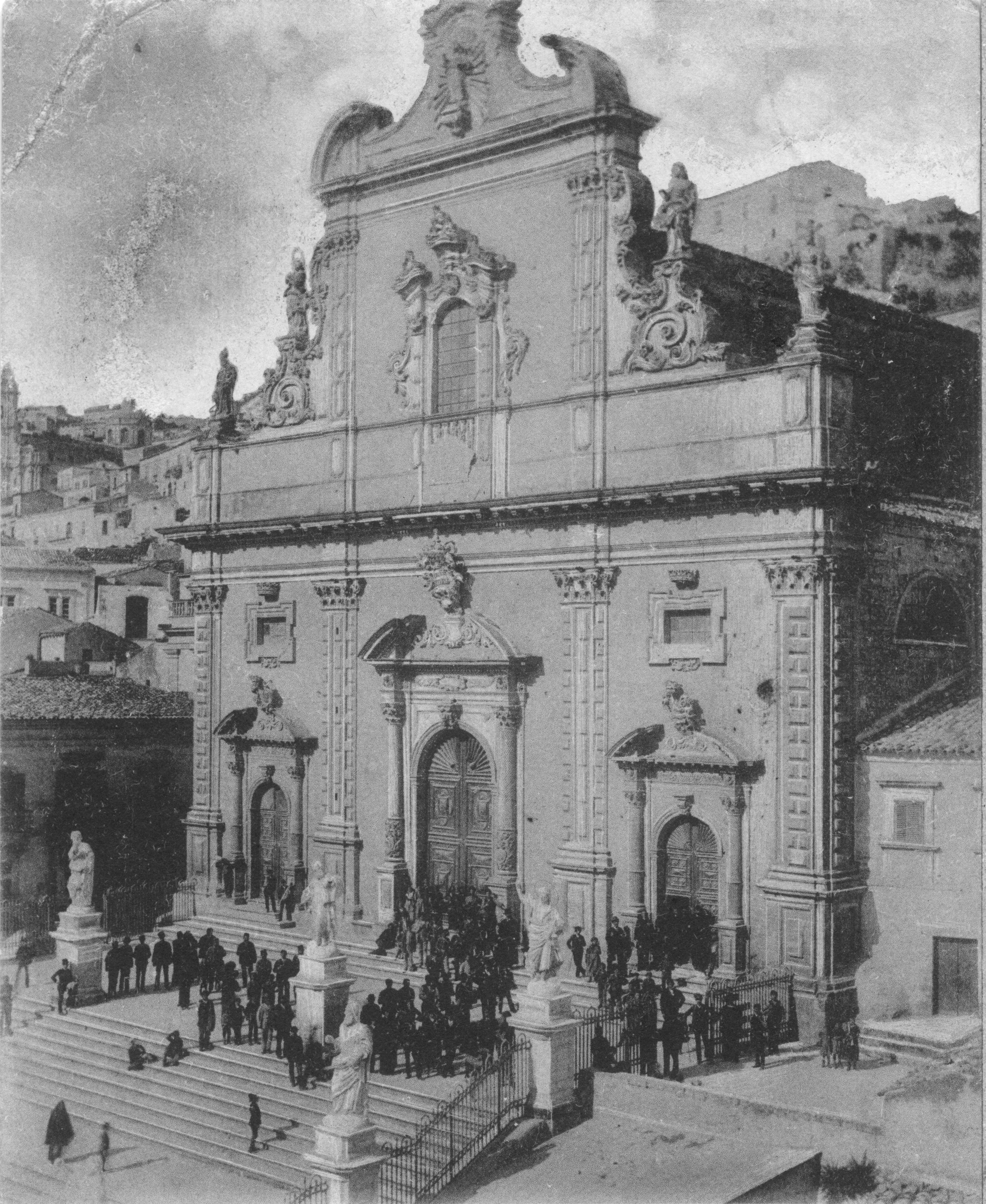
Facciata del Duomo di San Pietro Apostolo, E. Giardina, F.lli Tranchina Ed., 1901.

## Storia

### Epoca aragonese
Un documento del vescovo di Siracusa ne attesta l'esistenza in sito nel 1396, ma la data della sua prima edificazione è da collocarsi dal 1301 al 1350 circa, come attestato dallo storico secentesco Placido Carafa.
Luogo di culto perfezionato nel 1504.

### Epoca spagnola
Eretta in collegiata con bolla papale di Clemente VIII del 2 gennaio 1597, due secoli dopo per Decreto Regio di Carlo III di Borbone (1797), e in seguito a secolare disputa, è stata dichiarata chiesa madre al pari di San Giorgio, la chiesa "ufficiale" dei conti di Modica.
Danneggiata dal passare dei secoli e dalle frequenti scosse telluriche in quest'area ad alto rischio sismico, fu a più riprese ricostruita, ma alcuni elementi interni furono risparmiati dai crolli; si conserva ancora una cappella laterale dedicata all'Immacolata, che riporta la data del 1620 incisa sul cupolino, e che ha resistito anche al terremoto del 1693. I lavori di ricostruzione furono diretti da due capomastri locali, Rosario Boscarino di Modica e Mario Spada di Ragusa, potendo contare sulle cospicue rendite dei legati istituiti da due nobildonne, donna Petra Mazzara e donna Agata Caggia.
Contribuì alla ricostruzione del tempio la generosa elargizione di re Filippo IV, che rinunciò a favore della chiesa al contributo annuale che la Contea versava al Real Patrimonio di Spagna.
La rapida espansione della città a partire dal XVI sec. con l'urbanizzazione della cava e la progressiva crescita di Modica bassa porta all'ingrandirsi della chiesa e alla presenza di due grandi edifici chiesastici nella città.
L'autoproclamazione a chiesa madre del tempio dedicato a San Pietro Apostolo rispetto a San Giorgio, la chiesa "ufficiale" dei conti di Modica in quanto prossima al castello e in maggior misura finanziata dall'opulenta nobiltà modicana, comporta l'inizio di una acerrima e secolare disputa fra autorità capitolari sostenute dai fedeli e dai devoti delle contrapposte realtà parrocchiali.
Scontri tra fazioni - sangiorgesi contro sanpietresi (Giorgesi e Pietresi) - che sfociavano spesso in scaramucce, intolleranti dispetti, determinata ignoranza e mancata osservanza di regole, sconfinamenti - anche durante i cortei processionali, futili motivi e pretesti che si tramutavano in provocazioni, non di rado concretizzandosi in fitte sassaiole, solenni bastonature collettive, mutui danneggiamenti, divieti di ogni genere. Giuseppe Pitrè riferisce di canzonature, epiteti volgari, insulti reciproci, coinvolgimento di bambini, minacce vicendevoli.
A derimere le varie questioni canoniche o d'ordine pubblico erano chiamate a pronunciarsi di volta in volta sia la Consulta di Sicilia che la Curia Romana, senza trascurare i corsi e ricorsi che prolungavano all'infinito le diatribe legali. Solo due secoli dopo per decreto regio di Carlo III di Borbone del 16 settembre 1797, si pone fine alla prolungata questione, segnando fisicamente i confini territoriali, invitando chiunque a rispettare le disposizioni del sovrano.

### Cappella Mazara - Area espositiva
Nella navata sinistra, adiacente al fonte battesimale, è presente la Cappella Mazara oggi Museo Parrocchiale che custodisce il patrimonio artistico della chiesa. L’esposizione è composta di calici, ostensori, dipinti, statue riferibili al XVI sec. ed è attualmente aperta alle visite.
Fondamentali i donativi e il testamento del 1666 di Petra Mazzara, della sorella Francesca e del fratello sacerdote don Giuseppe Mazzara per la ricostruzione della Chiesa dopo il terremoto del Val di Noto. Cappella soggetta al patronato dei componenti della famiglia Mazzara. Nel perfezionamento attuale l'ambiente consiste di quattro altari in stile barocco:
- Primo altare: Madonna del Soccorso o Madonna della mazza, statua marmorea del 1507, scuola lombarda, opera proveniente dalla primitiva chiesa di Santa Maria del Soccorso(demolita nel 1927) passata poi alla chiesa dei SS. Nomi di Gesù e Maria del Collegio Gesuitico e infine a San Pietro. La scultura presenta una stretta somiglianza[9] con l'analoga opera dello scultore Giorgio da Milano, detto Il Brigno, presente nella cattedrale di San Nicola di Bari di Termini Imerese (un'altra Madonna col Bambino, datata 1497, molto simile nel panneggio a quella di Modica, sempre dello stesso scultore, si trova nella chiesa di Santa Caterina[10] a Naro, col titolo di Madonna delle Grazie[11]). Giorgio Brigno da Milano, considerato dal Pitruzzella uno dei migliori artisti del rinascimento siciliano, lavorava a Palermo nella bottega di Domenico Gagini.
- Secondo altare: Transito di San Giuseppe, XVIII sec., attribuito alla scuola locale dei Ragazzi. Sepoltura di Giuseppe Mazzara ( † 1639), sacerdote, patrocinatore, finanziatore, gestore e procuratore, dispone la sepoltura subordinata al perfezionamento della cappella.[12]
- Terzo altare: Gesù consegna le chiavi del Paradiso a San Pietro, autore ignoto, sec. XVIII. Sepoltura Francesca Mazzara ( † 1635),[12] moglie di Francesco Echebelz ( † 1634), cavaliere gerosolimitano, Mastro Giurato, Mastro Portulano, Mastro Razionale e Conservatore della Contea.
- Quarto altare: Sacello reliquiario. Sepoltura Petra Mazzara ( † 1666),[12] moglie del barone Giovanni Pipi, barone di Stallaini e del Fullo. Sepoltura indicata da targa commemorativa sul pilastro destro della terza cappella.

## Esterno

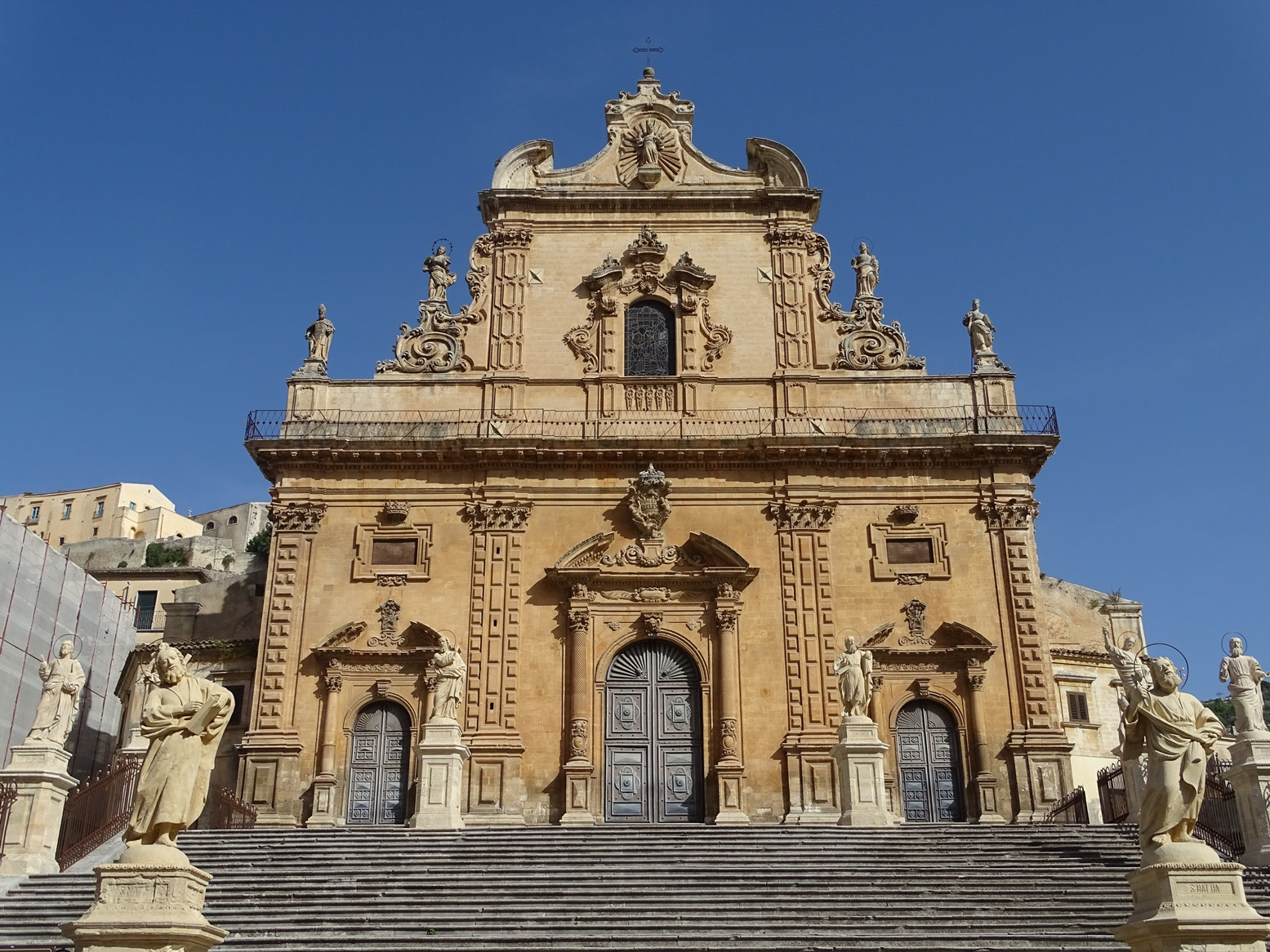
Prospetto esterno
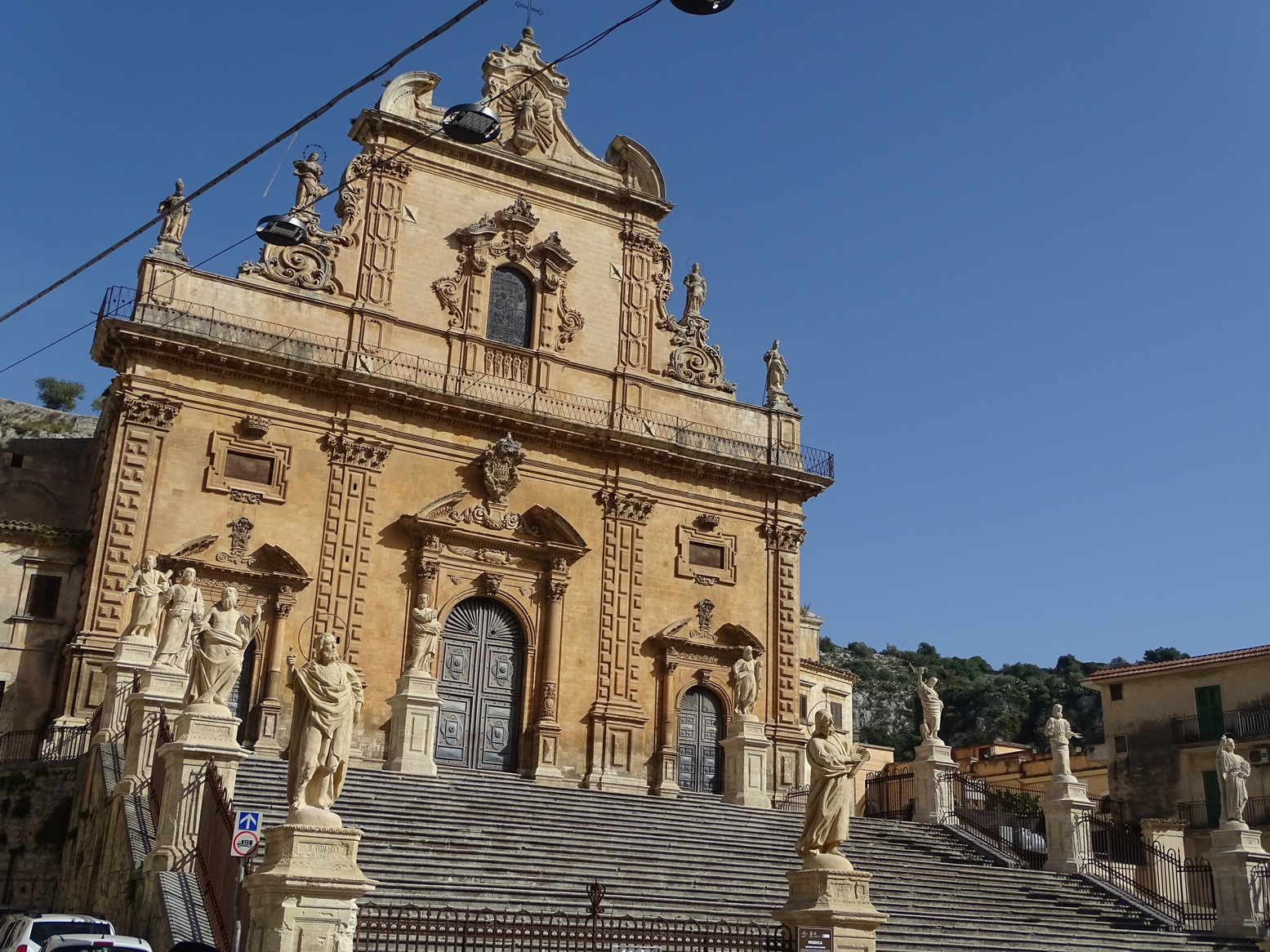
Prospetto esterno e scalinata
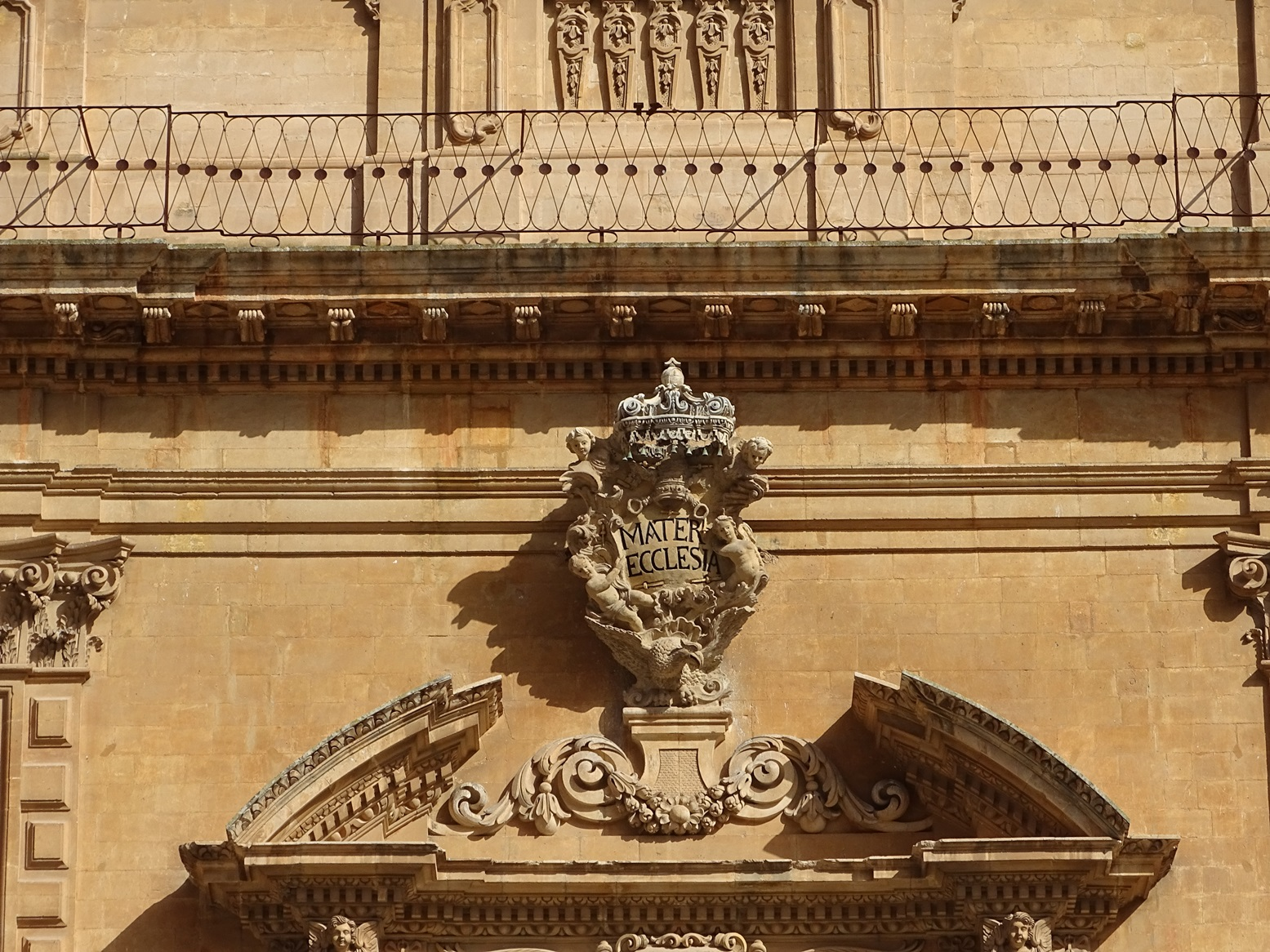
Dettaglio della facciata

### Campanile
La torre campanaria del duomo domina la vista della città bassa. Di forma quadrangolare, addossata alla Cappella del Ss. Sacramento, si compone di tre livelli che testimoniano la storicità e riferibili a epoche diverse. La torre risulta incompleta mancando della naturale terminazione a cupola(ambiente architettonicamente predisposto). Nelle quattro arcate sono presenti altrettante campane di diversa fattura. La campana chiamata "Petra" risulta la più grande della città di Modica insieme a "Ippolita" sua gemella presente nel campanile del Duomo di San Giorgio.
Il campanile è visitabile all'interno dei percorsi di visita che includono l'area espositiva Cappella Mazara e la visita all'Organo Monumentale dei F.lli Polizzi.

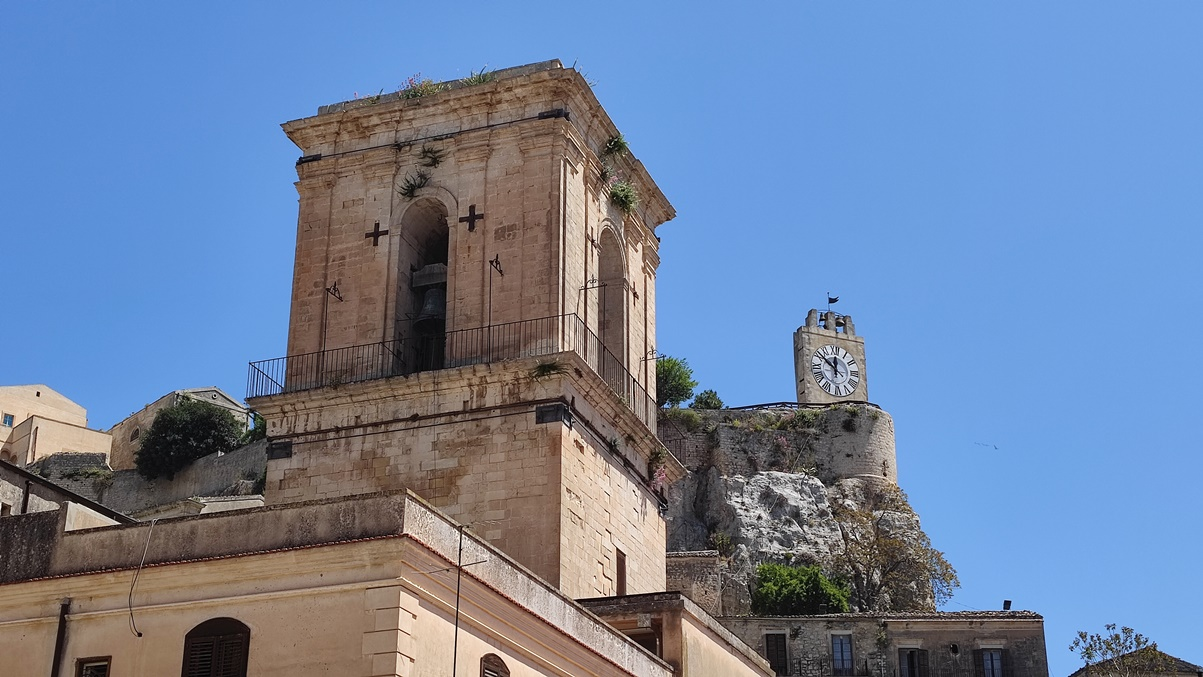
Campanile del Duomo di San Pietro Apostolo

### Facciata
La facciata è scandita da lesene decorate con conci nei plinti e bugnato lungo i fusti, è ripartita in due ordini per mezzo di un cornicione - marcapiano con inferriata. Nel primo si aprono i tre portali sormontati da timpani ad arco spezzato, quelli laterali hanno una decorazione intermedia con volute e sono sormontati da finestre rettangolari sovrastate da corone. Notevole è lo stemma col'iscrizione "MATER ECCLESIA"  che sovrasta il portale centrale. Il secondo ordine, con finestra contornata da magnifica decorazione barocca, ospita quattro statue raffiguranti figure importanti nella storia della Chiesa e della città, e cioè, da sinistra a destra dall'esterno: San Cataldo (nel Settecento riconosciuto "Co-Patrono" di Modica dal Capitolo parrocchiale, come da dipinto dentro il Duomo), poi sulle volute a ricciolo la Madonna Immacolata a sinistra, e San Marziano (discepolo di San Pietro) a destra, per finire all'estremità destra della facciata con Santa Cirilla (della quale si conserva all'interno della chiesa un'urna con reliquie). Nella stele intermedia del terzo ordine delimitata da archi spezzati, campeggia un fregio raffigurante Gesù Cristo in trionfo su raggiera sormontato da volute, sfera, e croce apicale in ferro battuto.

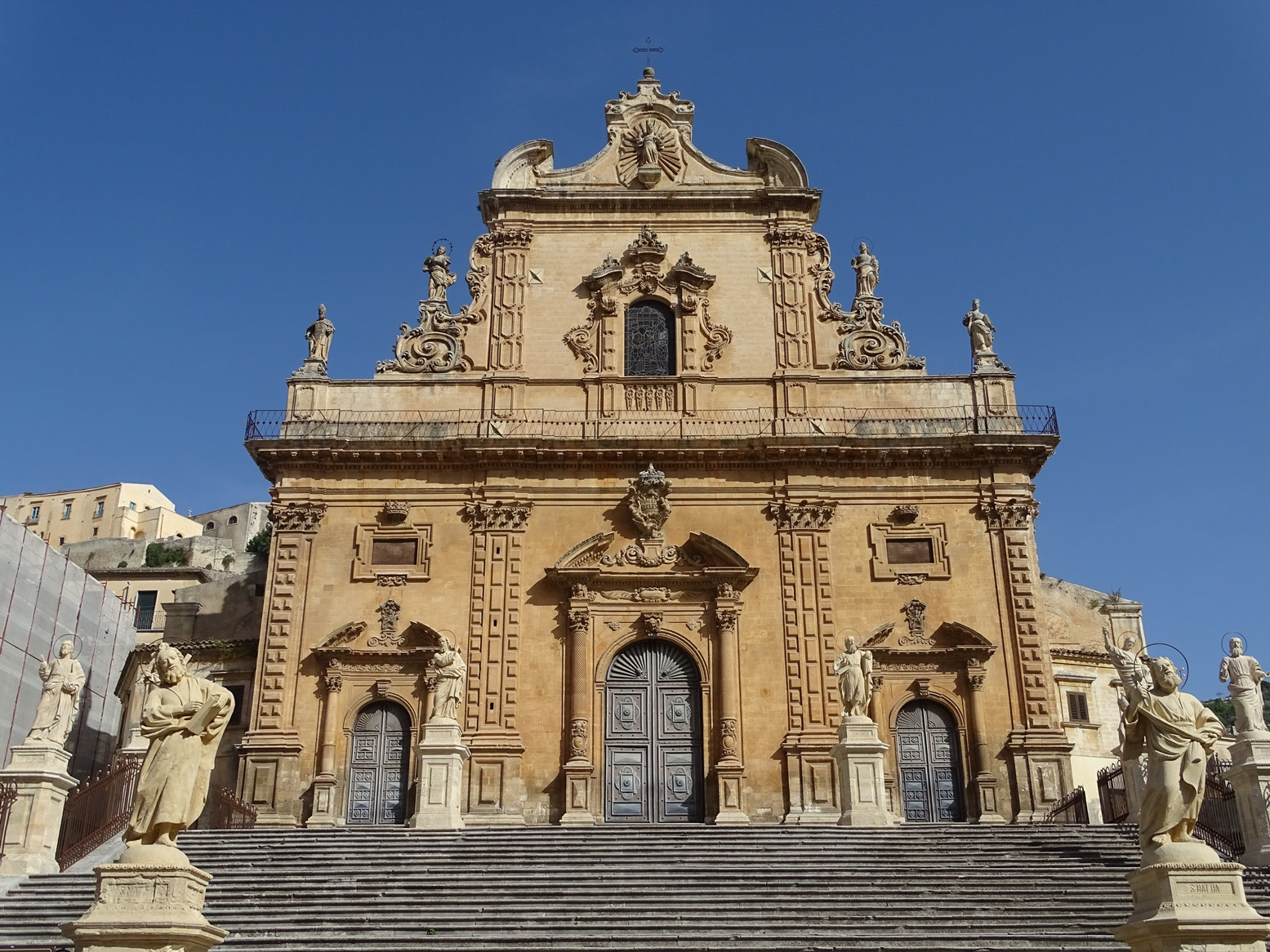
Facciata della chiesa
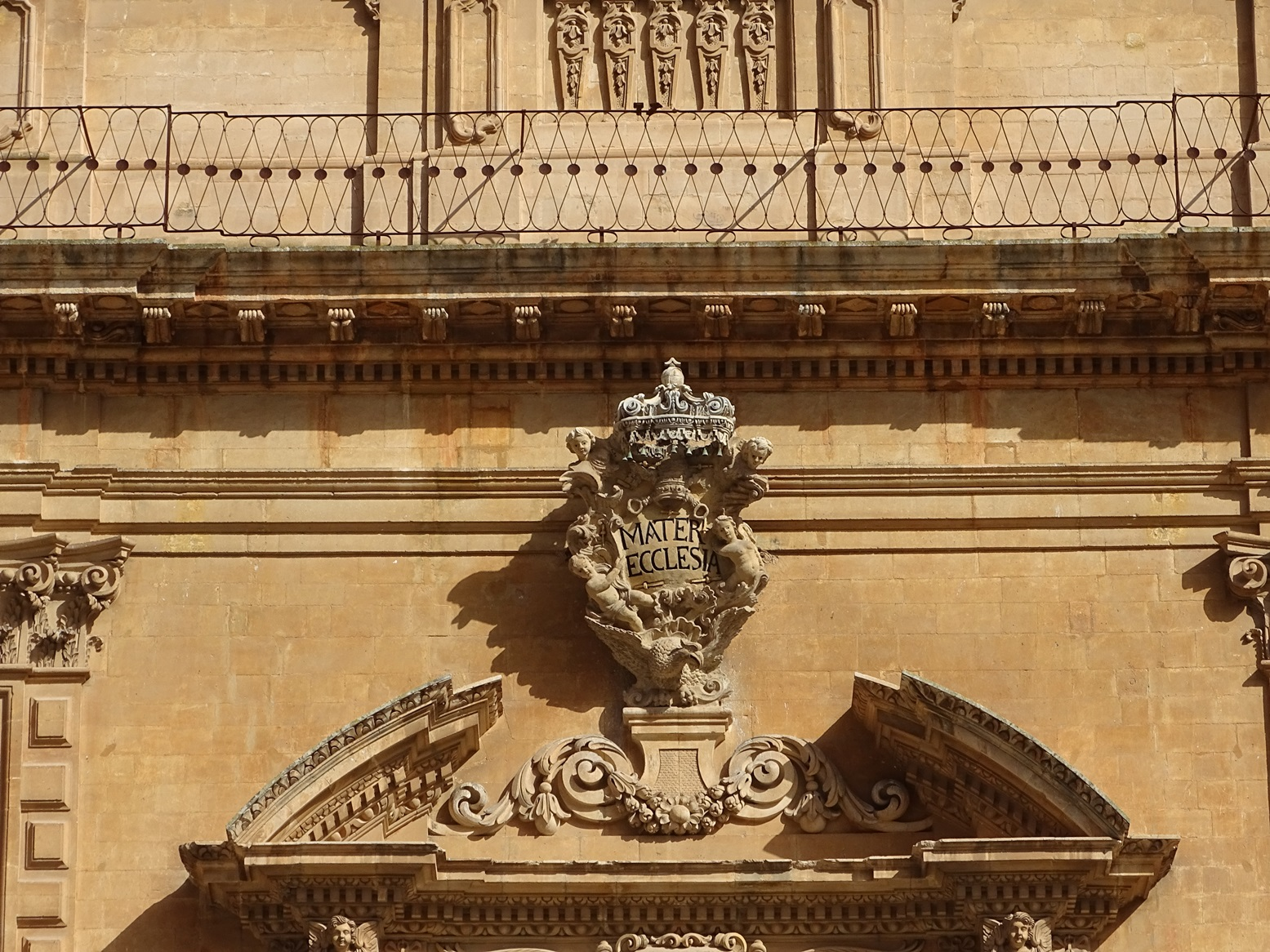
Dettaglio Mater Ecclesia
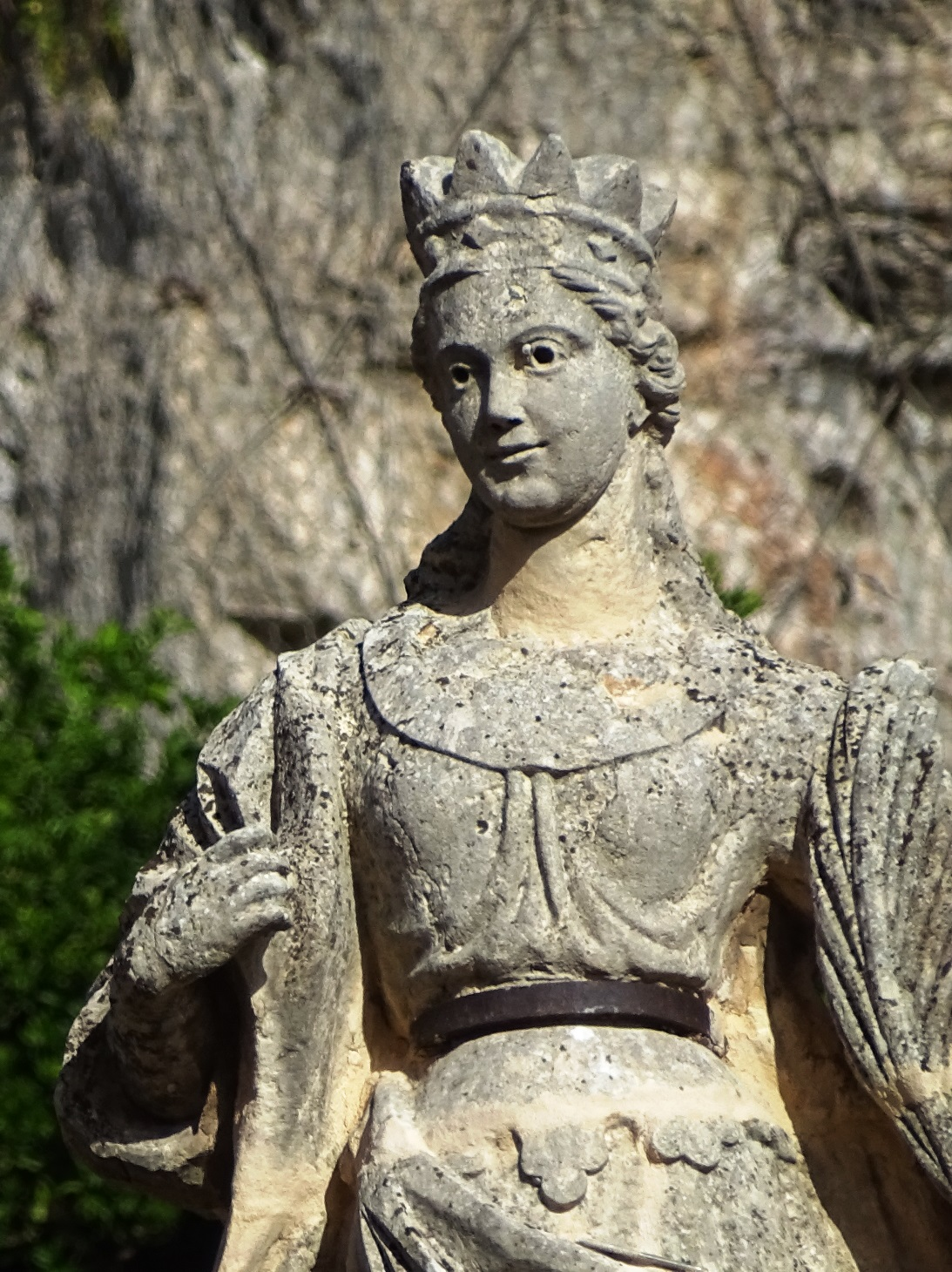
Statua Santa Cirilla
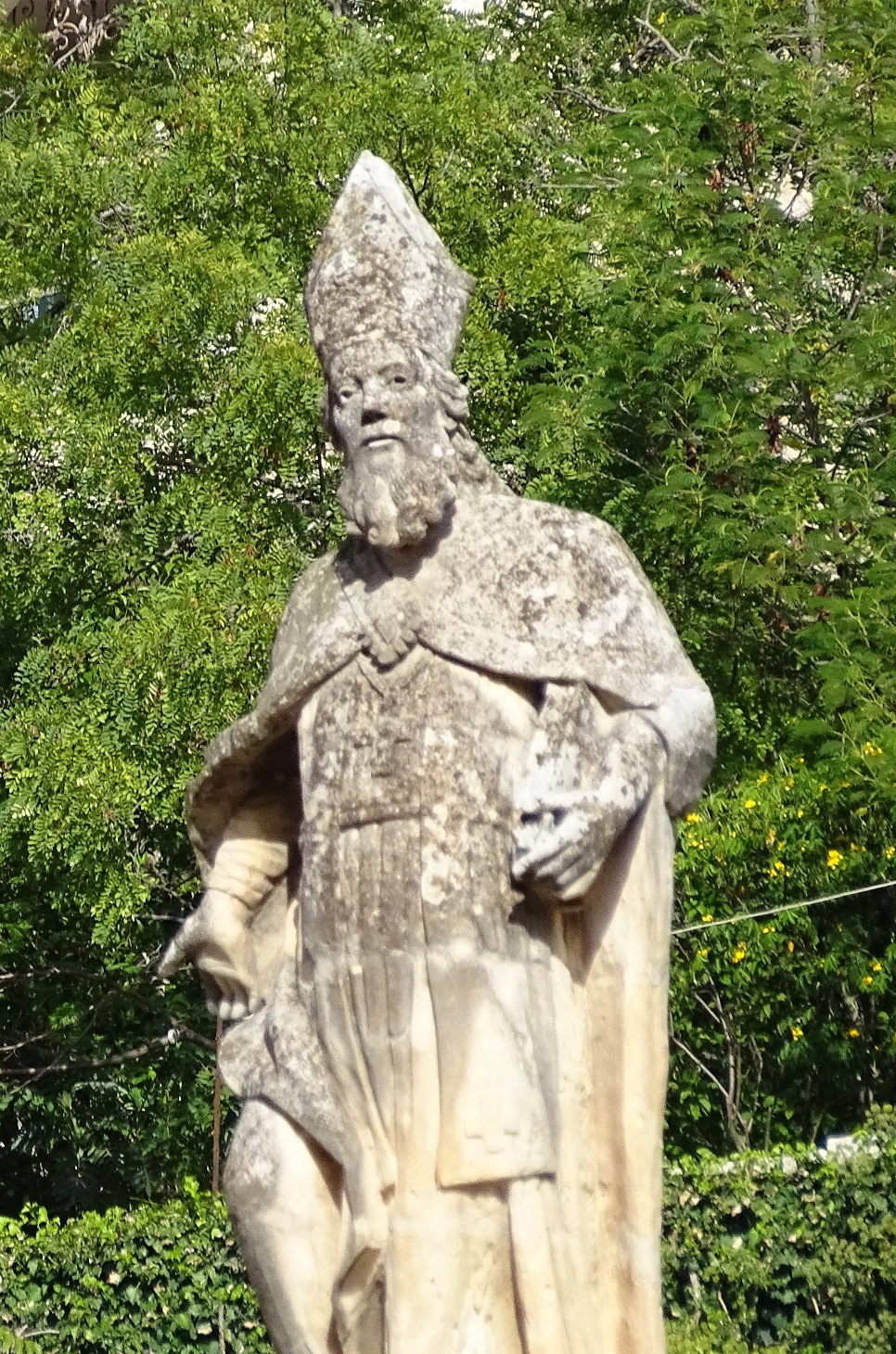
Statua San Marziano

### Apostolato
Tre rampe di scalini raccordano con una scenografica gradinata la sede stradale di Corso Umberto I con il sagrato del tempio. Su piedistalli lungo il perimetro sono collocate le statue dei dodici apostoli, chiamati dal popolo "santoni", opere di Salvatore Ammatuna e del suo discepolo Pietro Petracolo. Una prima serie di quattro (San Tommaso, San Matteo, San Mattia, San Giacomo di Zebedeo) si ergono lungo la cancellata ed ai lati del varco inferiore, due coppie delimitano i pianerottoli rispettivamente in cima al primo (San Bartolomeo, San Filippo) e al secondo ordine (San Giuda, San Simone), una teoria di quattro sculture ai bordi dello spiazzo superiore (Sant'Andrea, San Pietro, San Paolo, San Giovanni) chiude l'affollata e monumentale rassegna, opere che si completano con quattro personaggi presenti nel prospetto.

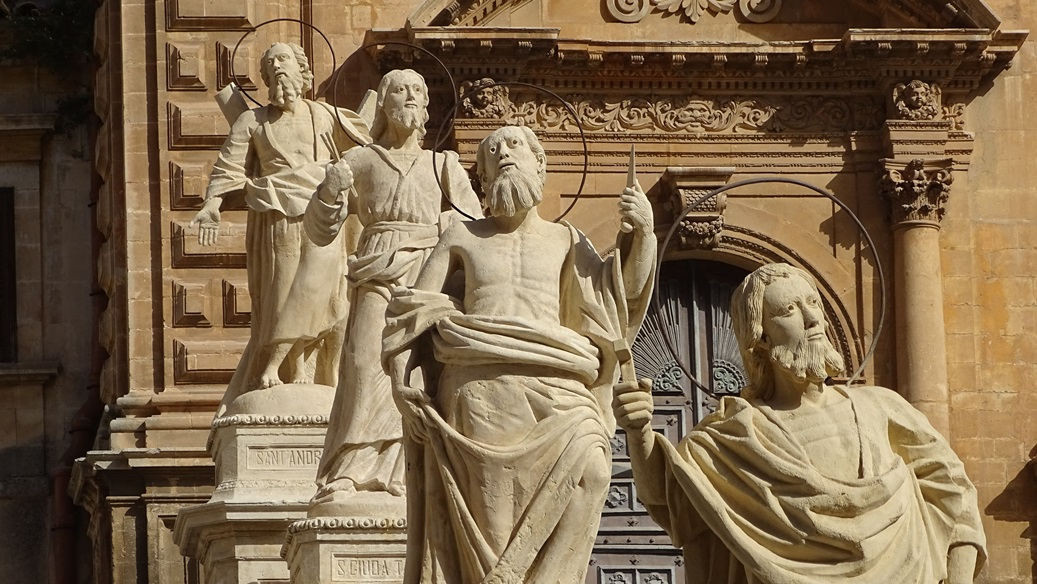
Santoni della scalinata lato sinistro
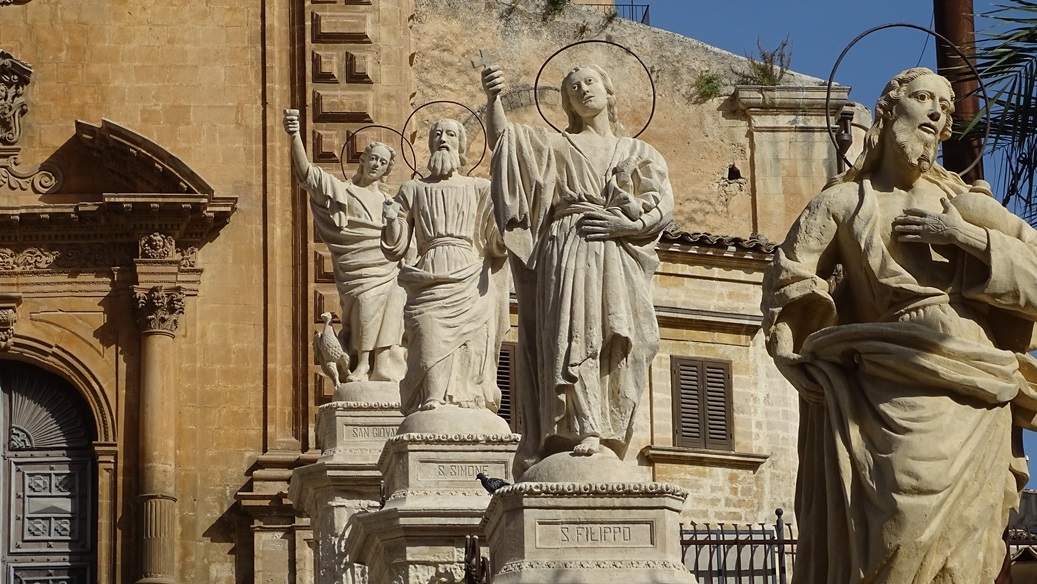
Santoni della scalinata lato destro

## Interno
L'interno della chiesa, a tre navate e con quattordici colonne con capitelli corinzi, è decorato, a partire dal pavimento, del 1864, con intarsi di marmo bianco, marmi policromi e pece nera, per finire con la volta, con affreschi, raffiguranti scene del Vecchio e del Nuovo Testamento, sedici medaglioni dedicati ai Santi e ai dottori della chiesa (sull'asse mediano della navata centrale le seguenti raffigurazioni: la Fede, il Sacrificio di Abramo, la Speranza, la Scala di Giacobbe, la Carità, il Re David che compone i Salmi e le Opere buone), ciclo di pitture iniziato nel 1760 circa dal pittore locale Gian Battista Ragazzi con la collaborazione del figlio Stefano, e portati a termine intorno al 1780, probabilmente solo dal figlio.

Nella controfacciata è addossata la cantoria su pilastri con il monumentale organo, ai lati del portale due mausolei: quello di Giuseppe Campailla del 1858, e di don Carlo Interlandi del 1797.

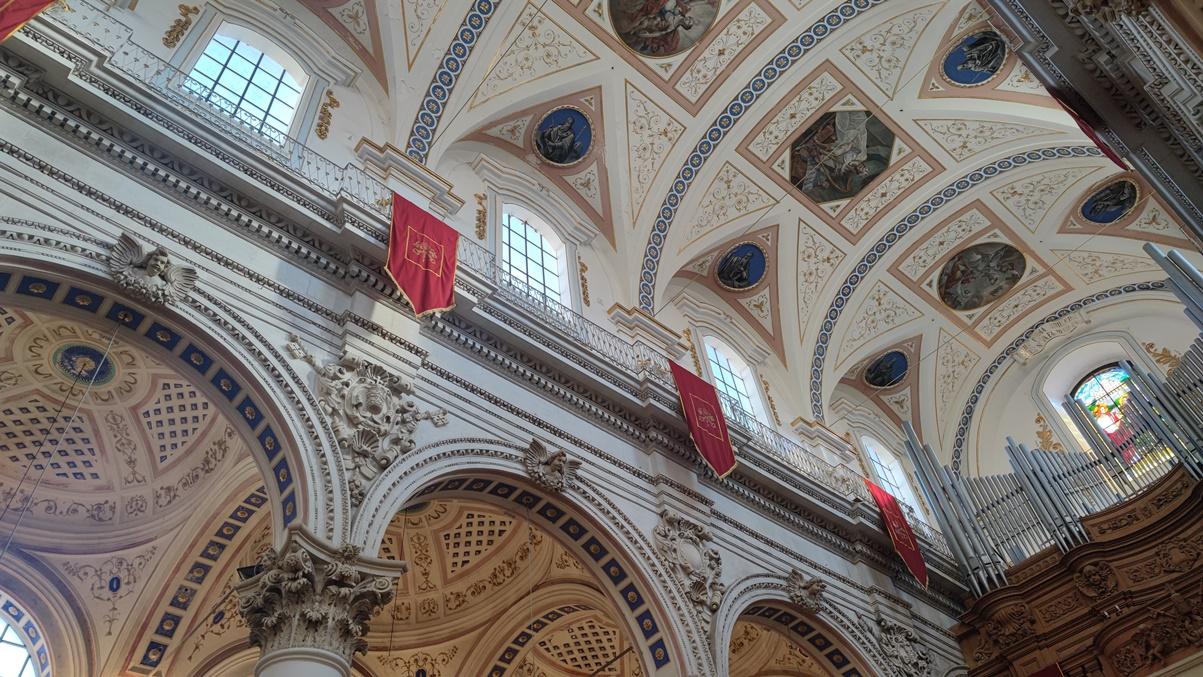
Volta decorata del Duomo
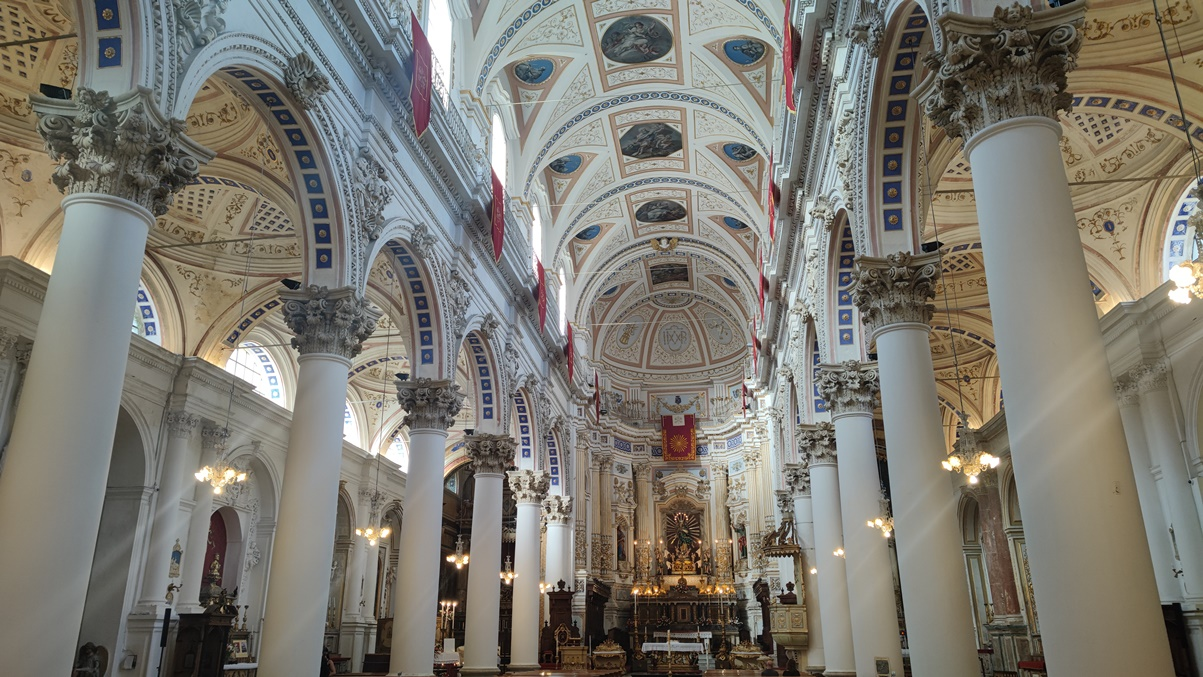
Navata centrale

### Navata destra
- Prima campata: Cappella delle Anime Purganti. Sull'altare è collocato il dipinto raffigurante la Santissima Trinità e le Anime Purganti.
- Seconda campata: Cappella di San Liborio e San Leonardo. Sull'altare è collocato il dipinto raffigurante San Liborio e San Leonardo di Porto Maurizio, la statua raffigurante San Biagio, nell'ambiente è presente il dipinto L'adorazione dei magi del 1735, opera dell'artista Domenico La Bruna.
- Terza campata: Cappella di San Nicola di Bari, sull'altare è collocato il dipinto raffigurante San Nicola e i tre generali riferibile al XVII sec., autore ignoto scoperto nel 2019, nell'altare di sinistra è collocata la statua in marmo della Madonna di Trapani, riferibile al XV sec., opera attribuita a Francesco Laurana.
- Quarta campata: varco. Ingresso laterale destro. Dipinto. Vergine con l'Arcangelo Michele e San Francesco di Paola, 1767, opera del modicano Stefano Ragazzi.
- Quinta campata: Cappella del Sacro Cuore di Gesù. Altare con nicchia decorati da notevole apparato plastico in stucco. Gruppo scultoreo raffigurante il Sacro Cuore di Gesù e Santa Margherita Maria Alacoque.
- Sesta campata: Cappella di San Pietro. Altare con nicchia ospitante il gruppo statuario raffigurante San Pietro e il paralitico, opera in legno di quercia realizzata nel 1893 dallo scultore palermitano Benedetto Civiletti.
- Settima campata: Cappella del SS. Crocifisso. Altare con crocifisso ligneo riferibile al XIX sec., opera di Salvatore Ammatuna.

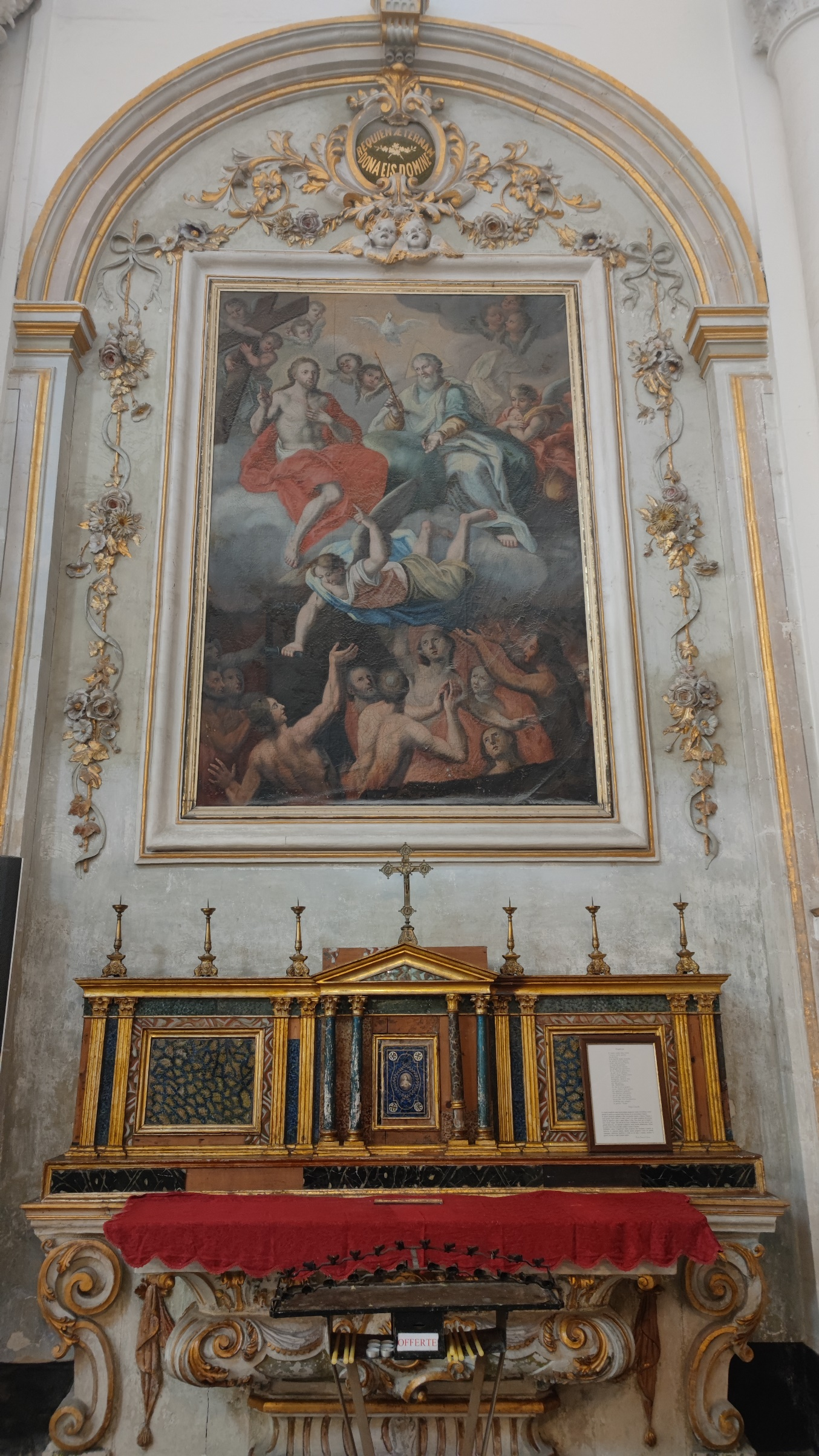
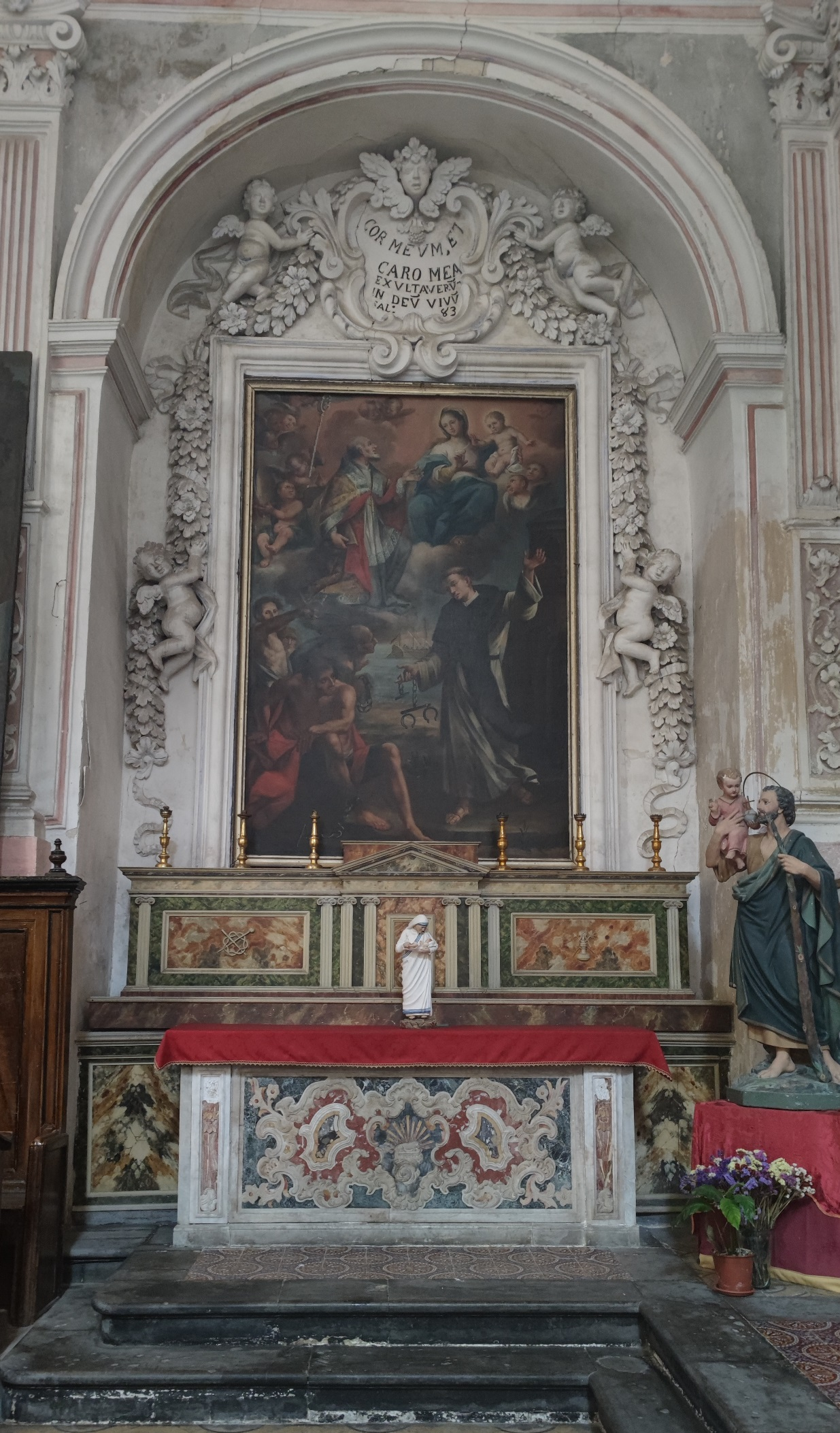
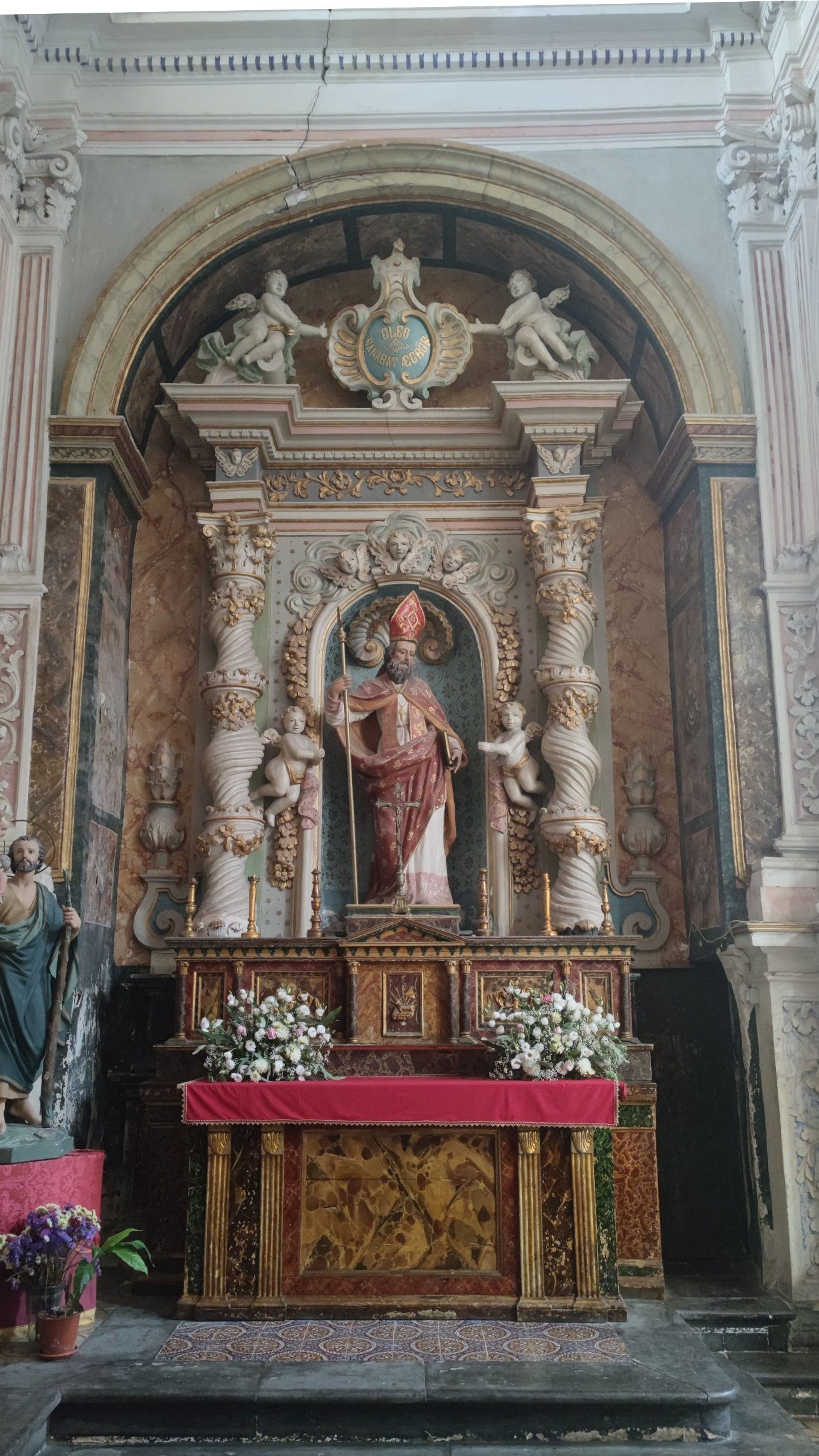
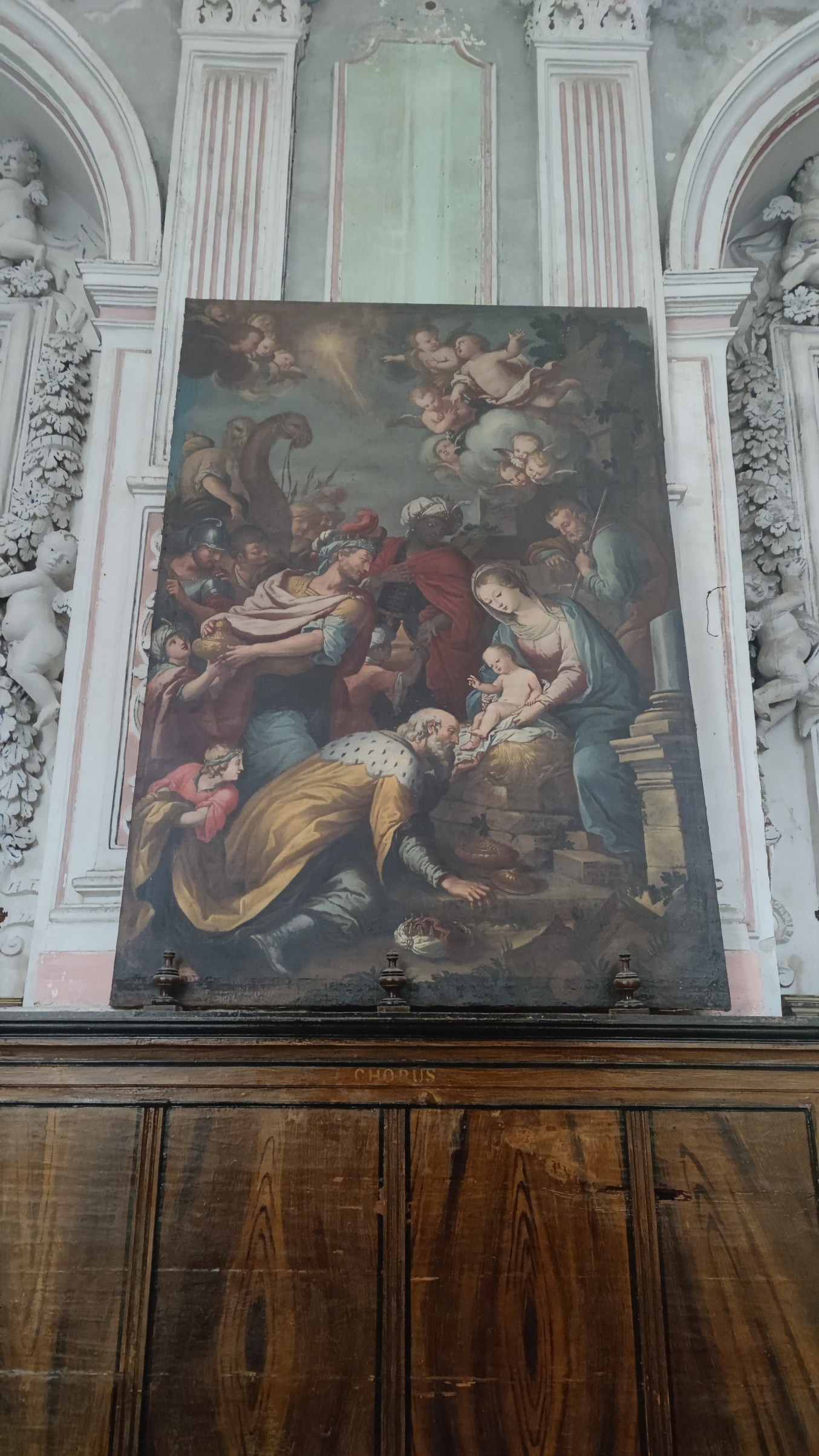
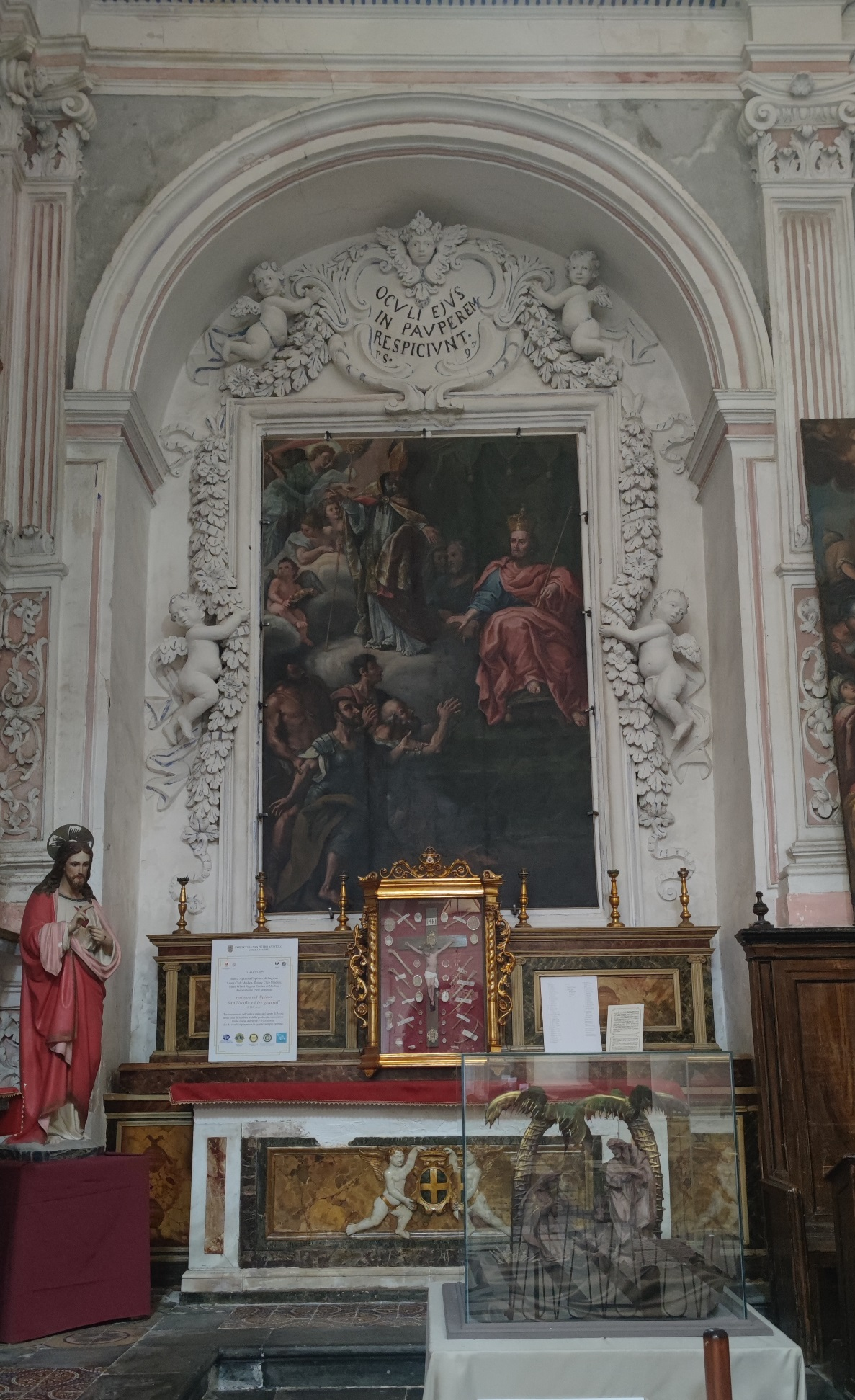
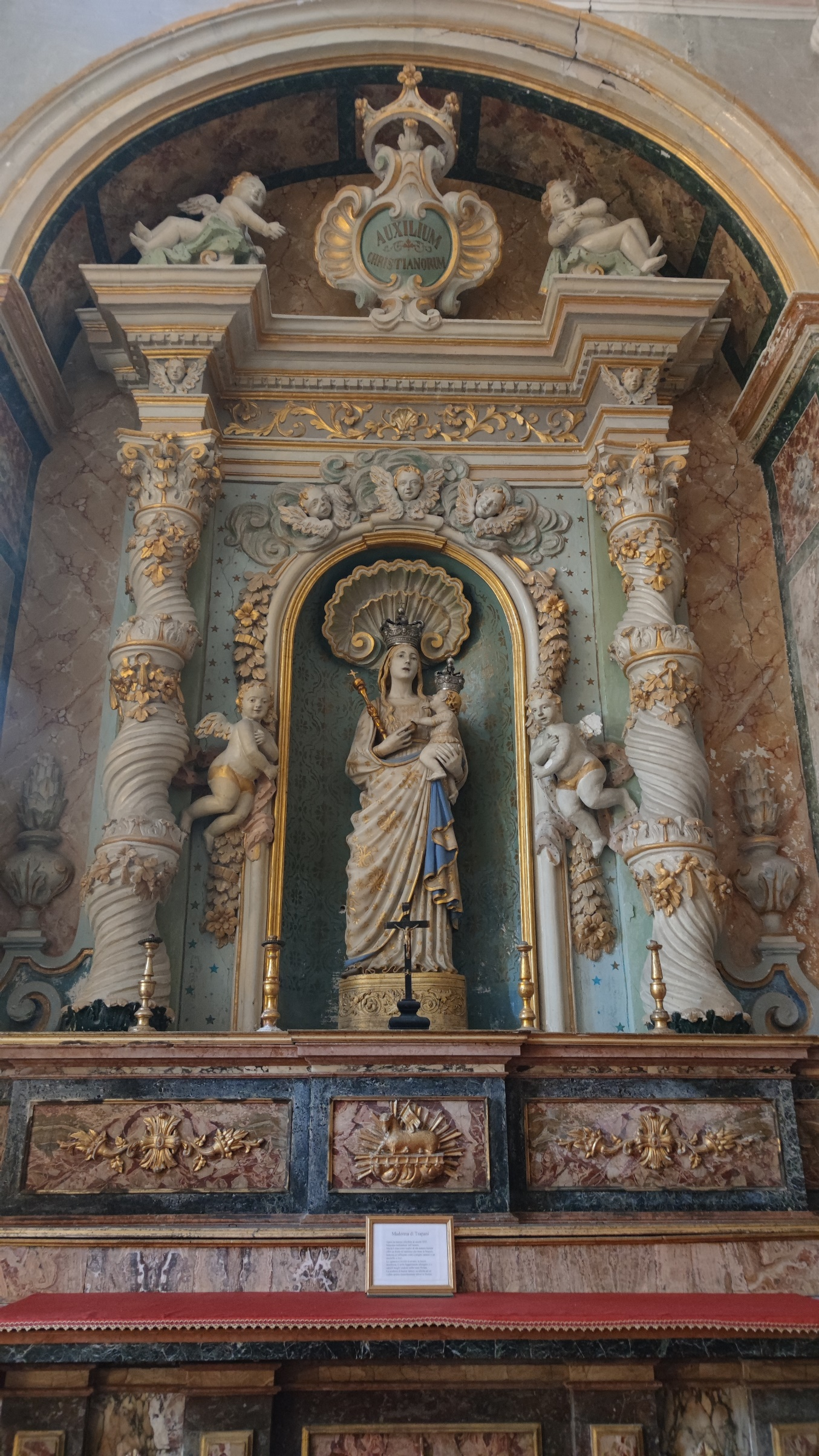
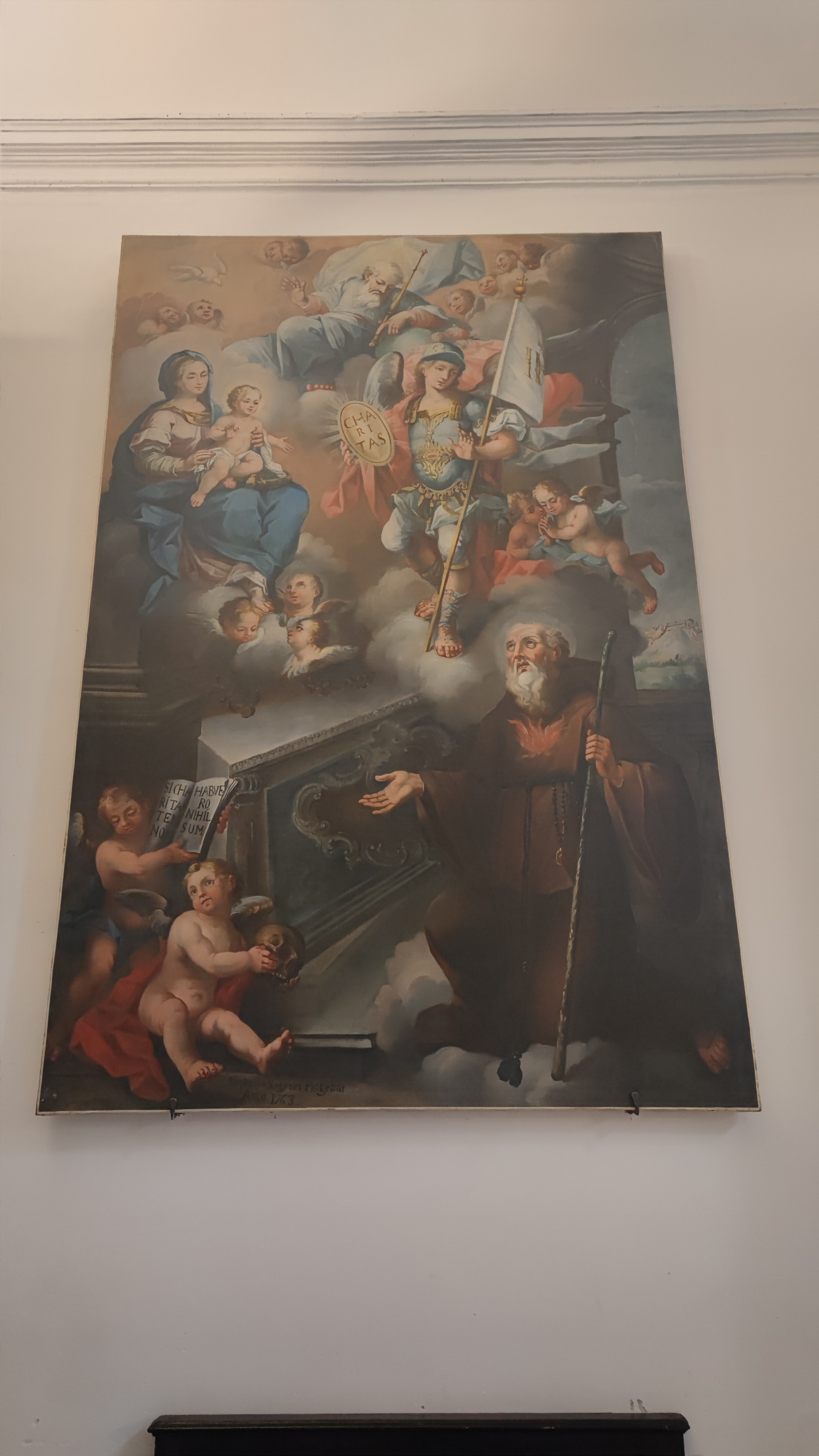
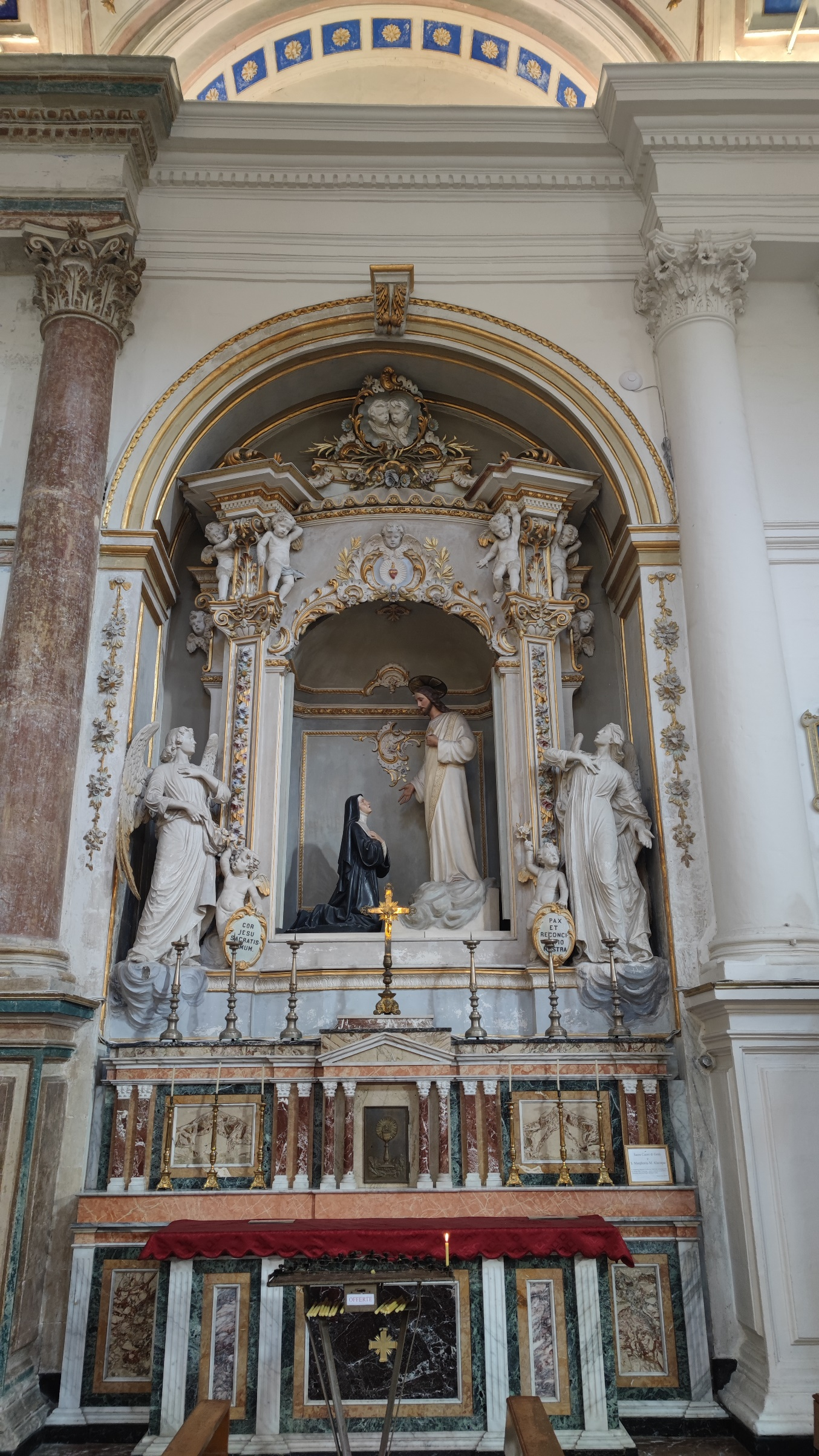
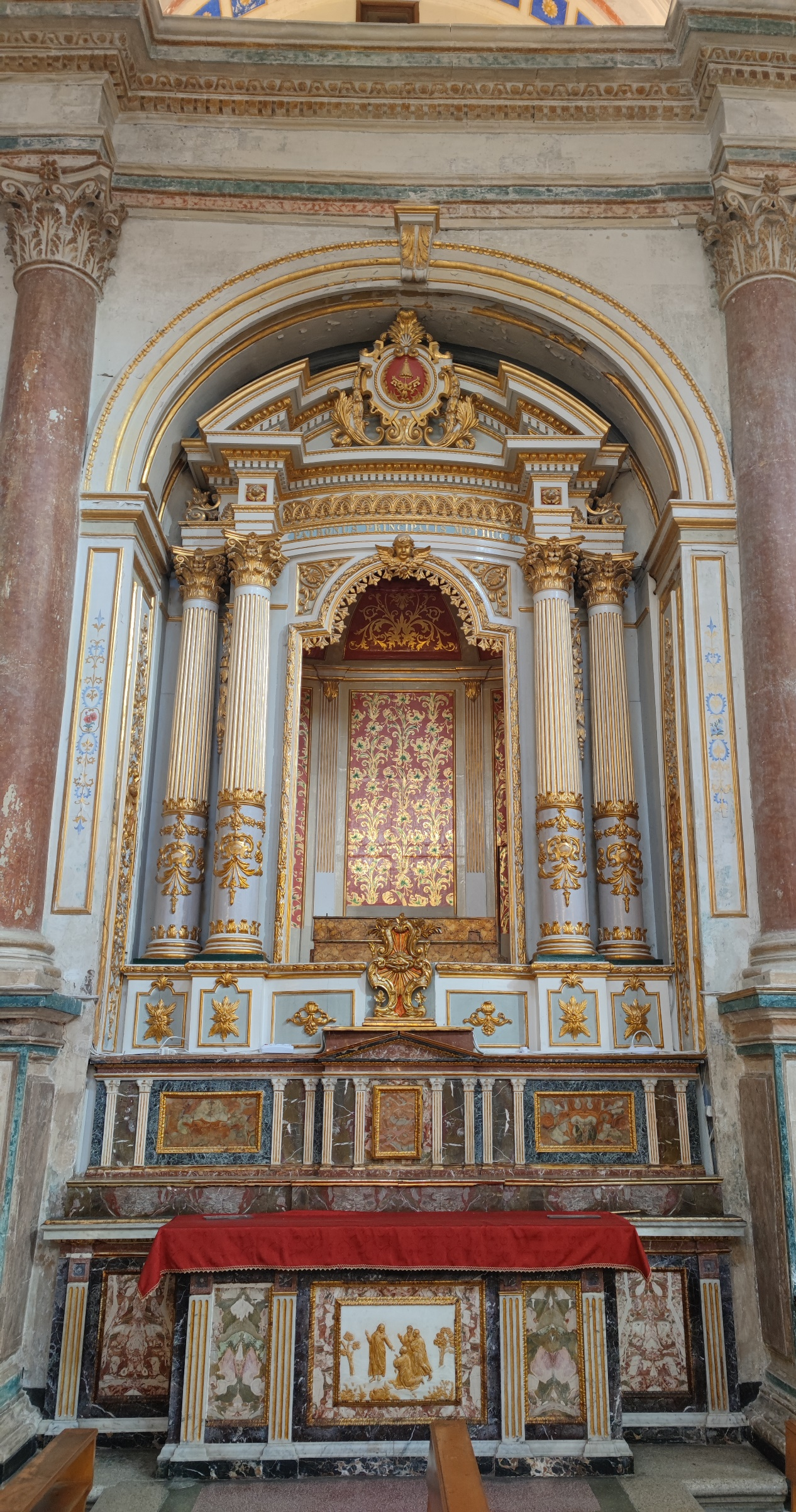
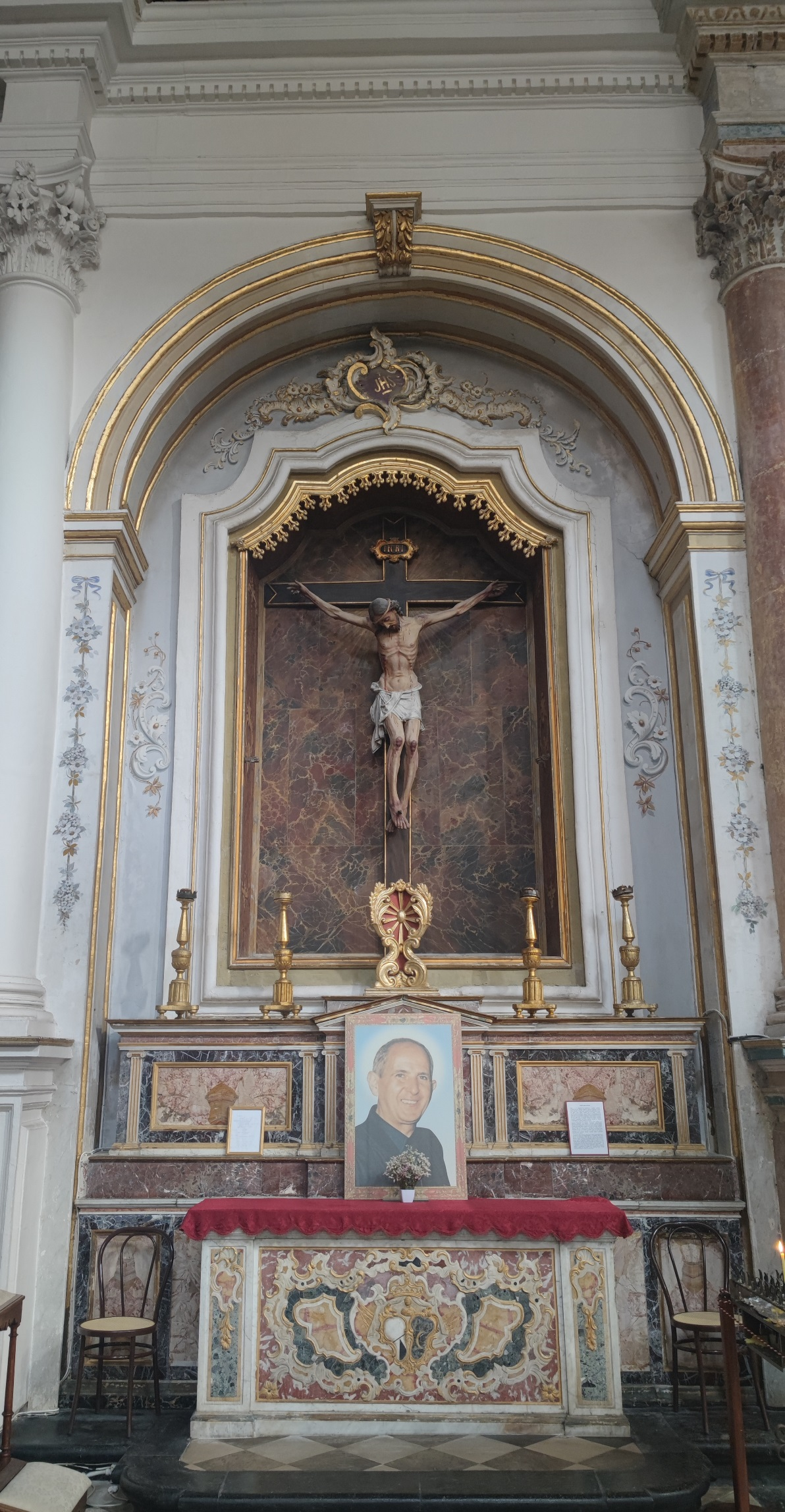

### Navata sinistra
- Prima campata: fonte battesimale. Sulla parete è collocato il dipinto raffigurante il Battesimo di Gesù nel fiume Giordano, opera di Valente Assenza.
- Seconda campata: Cappella Madonna delle Grazie. Nell'edicola è custodita la tela ottocentesca raffigurante la Madonna delle Grazie e San Cataldo, opera attribuita al pittore Raimondo Zaccaria.
- Terza campata: Sposalizio mistico di Santa Caterina. Dipinto proveniente dalla Chiesa di San Domenico, riferibile al XVIII sec., autore anonimo. Ingresso Cappella Mazara.
- Quarta campata: Cappella della Passione di Cristo. Portale sinistro di ingresso, l'ambiente ospita i simulacri di Gesù flagellato alla colonna, Gesù morto, Ecce Homo, riferibili al XVIII e XIX sec.
- Quinta campata: Cappella delle Reliquie. L'urna reliquiaria in argento è datata 1643, presenta l'iconografia dei dodici apostoli che sono rappresentati in altorilievo sui quattro lati in nicchie incorniciate da lesene con cariatidi.[5][15]
- Sesta campata: Cappella di Santa Lucia. Statua in cartapesta rappresentante la martire siracusana. Autore anonimo, XIX sec. .
- Settima campata: Cappella di San Giuseppe. Statua in cartapesta riferibile al XIX sec., autore anonimo.

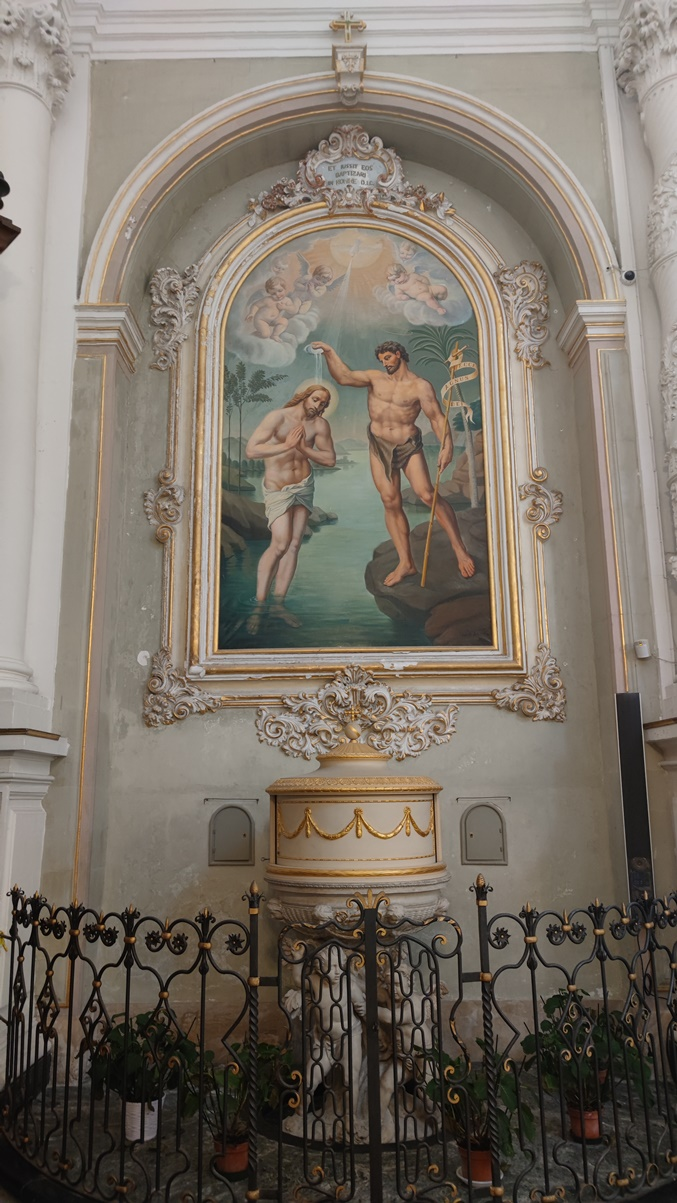
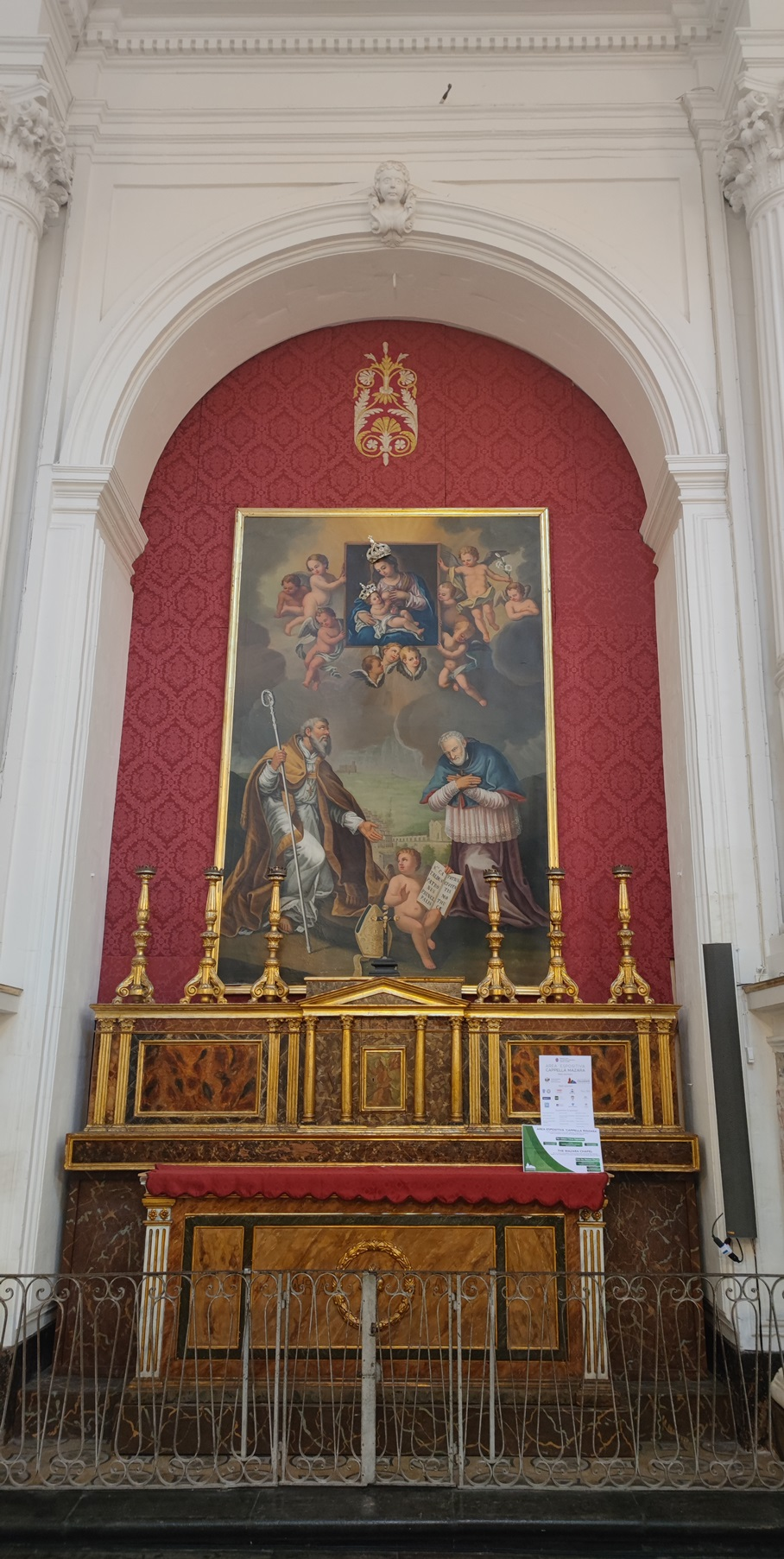
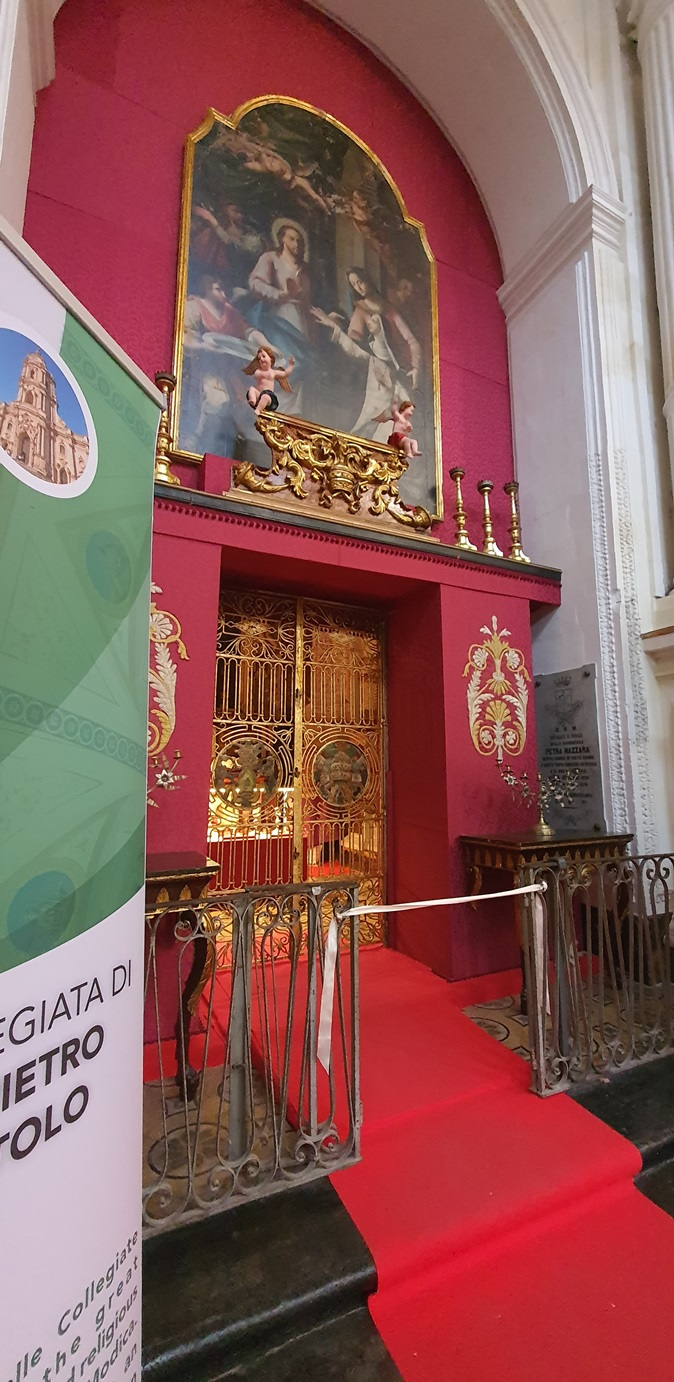
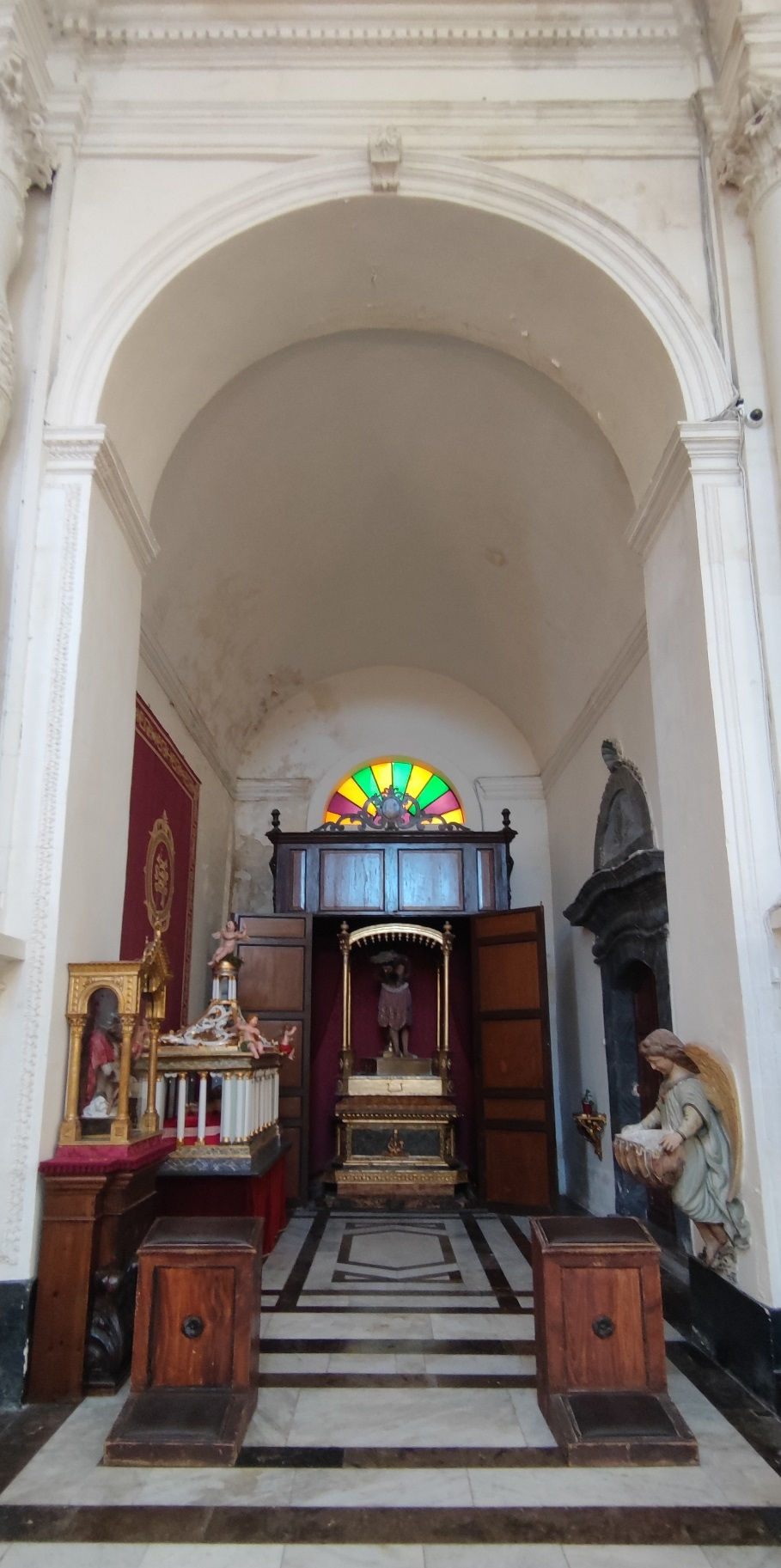
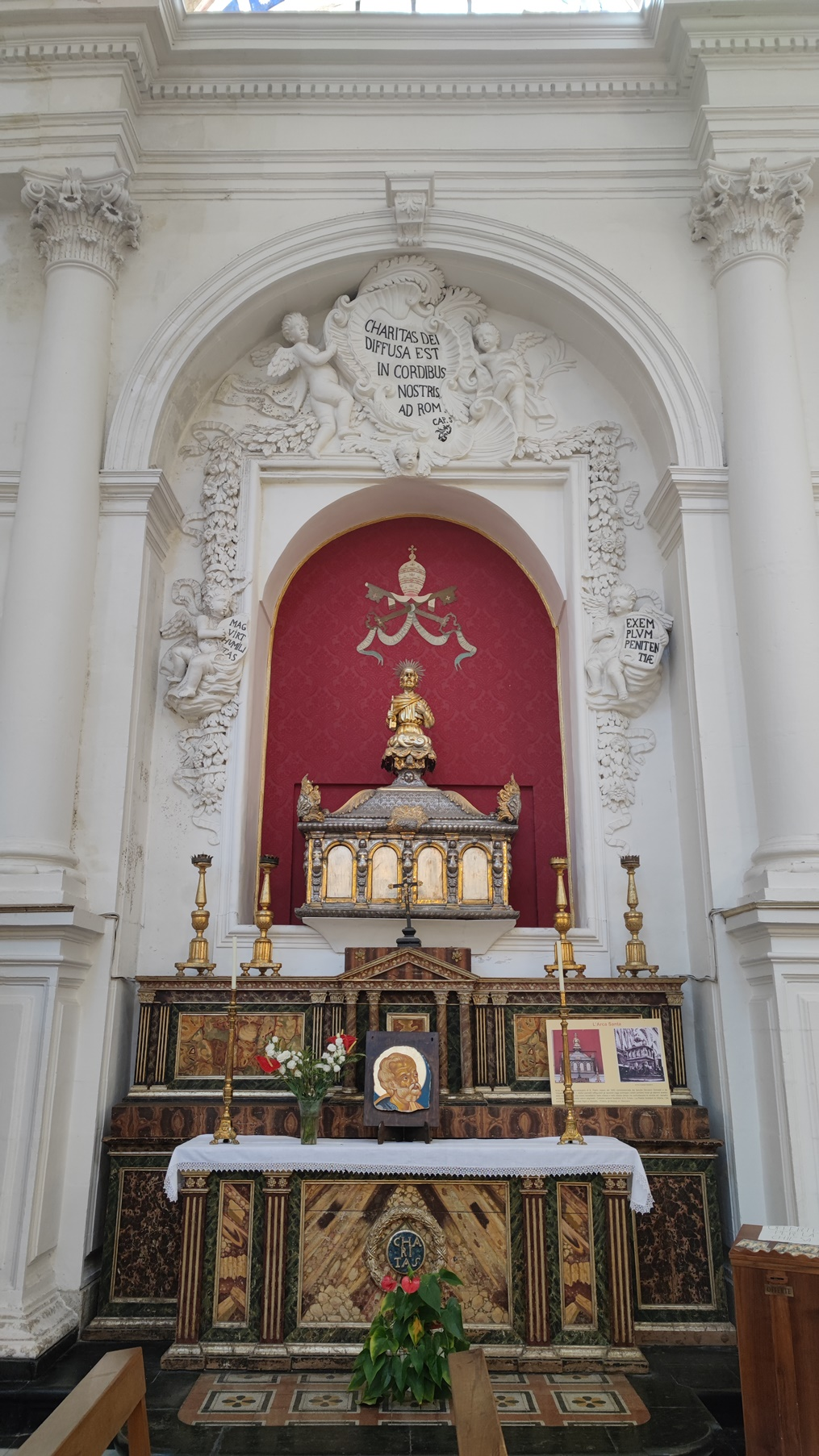
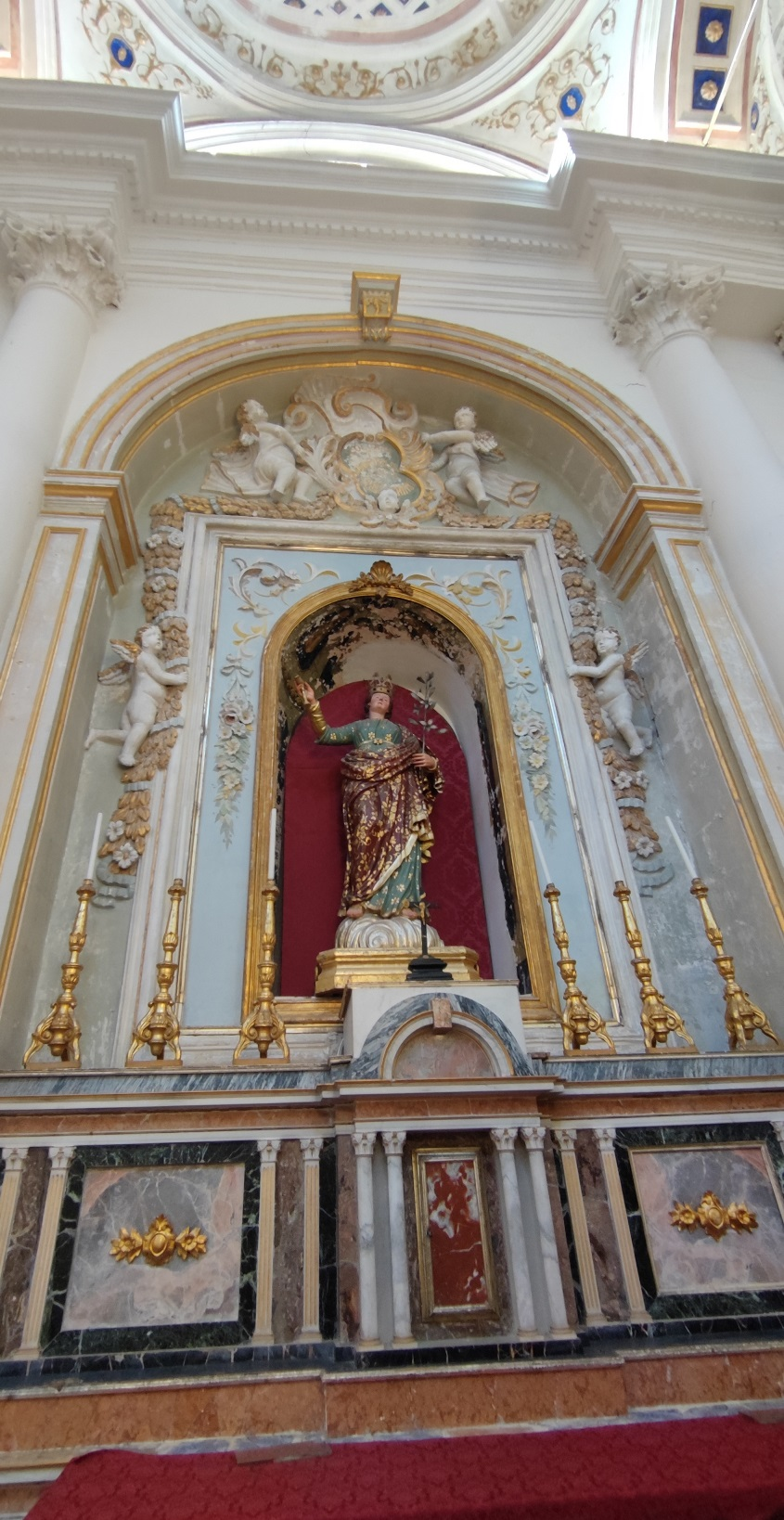
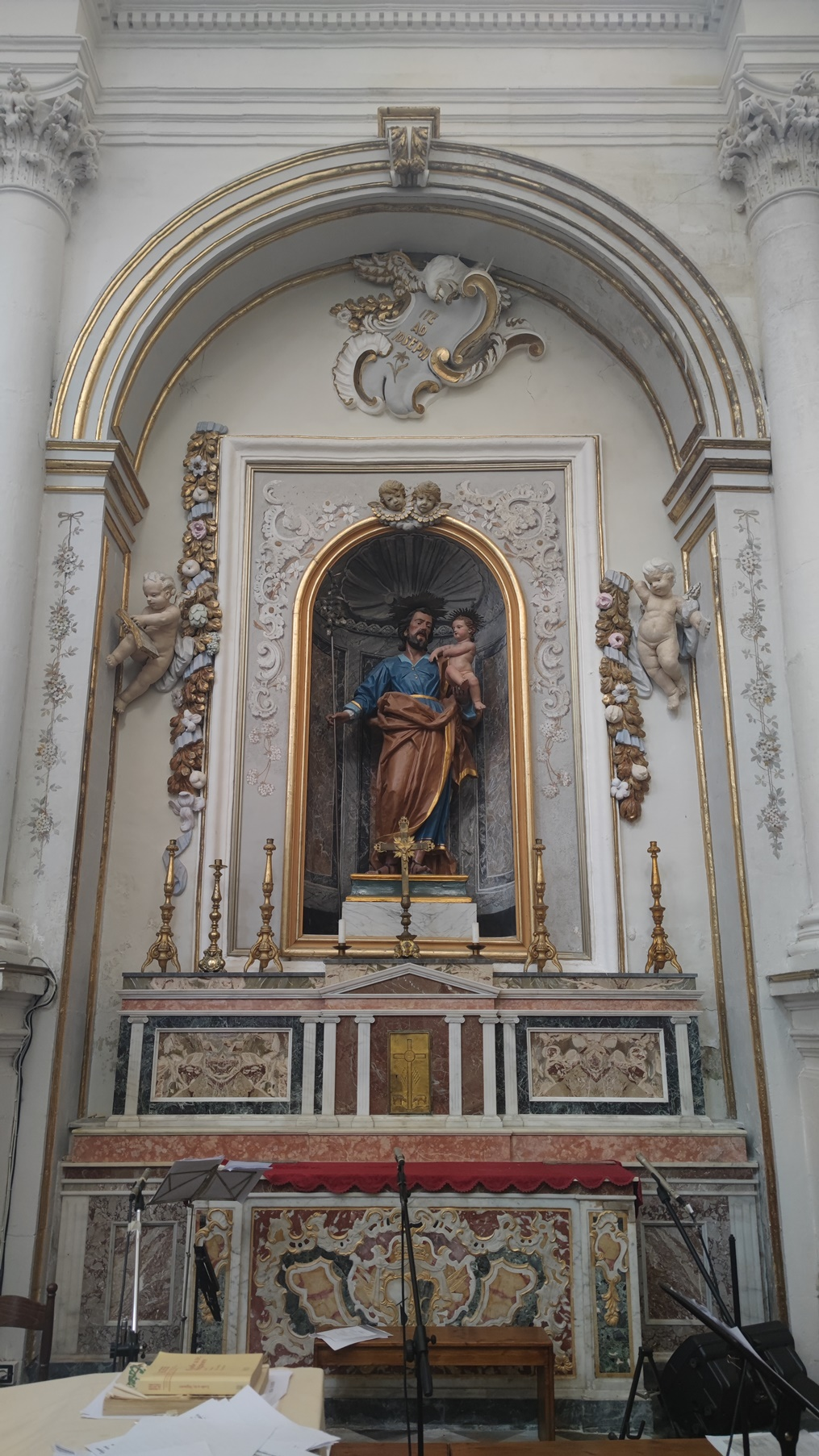

### Presbiterio
L'abside - caratterizzato da prospettiva concava - è scandito da colonne doriche con capitelli corinzi e ricchissimo cornicione. La ripartizione comprende una grande edicola intermedia e due nicchie lievemente sfalsate, al centro troneggia la statua lignea policroma raffigurante l'Immacolata, ai lati le statue degli apostoli San Pietro e San Paolo. Tutte e tre le sculture sono opere dell'artista napoletano Pietro Padula che le realizzò tra il 1773 e il 1775. Ai lati due quadroni: a sinistra quello raffigurante la Pesca miracolosa, a destra la Crocifissione di San Pietro, opere di Valente Assenza.
Nel 1588 l'ambiente è patrocinio di don Giovanni Enriquez de Cabrera, Governatore generale della Contea, Capitano d'armi della Contea e della Nuova Terra di Avola e di Spaccaforno.
Il lampadario centrale, che incombeva sull'altare maggiore, era un notevole lavoro di vetreria proveniente da Murano, ma è ora in attesa di essere rimpiazzato dopo essersi distrutto precipitando al suolo nel marzo 2011.

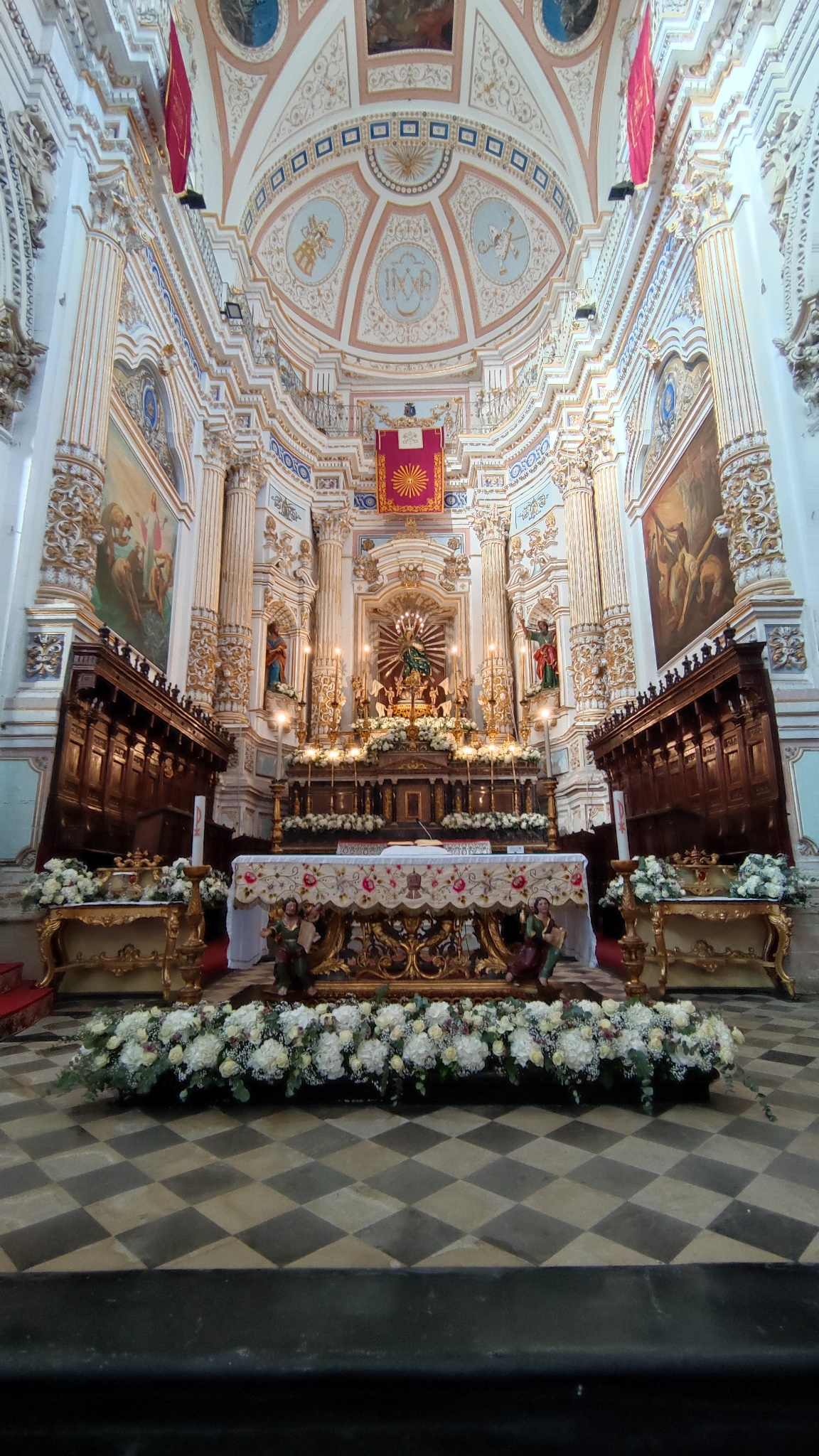
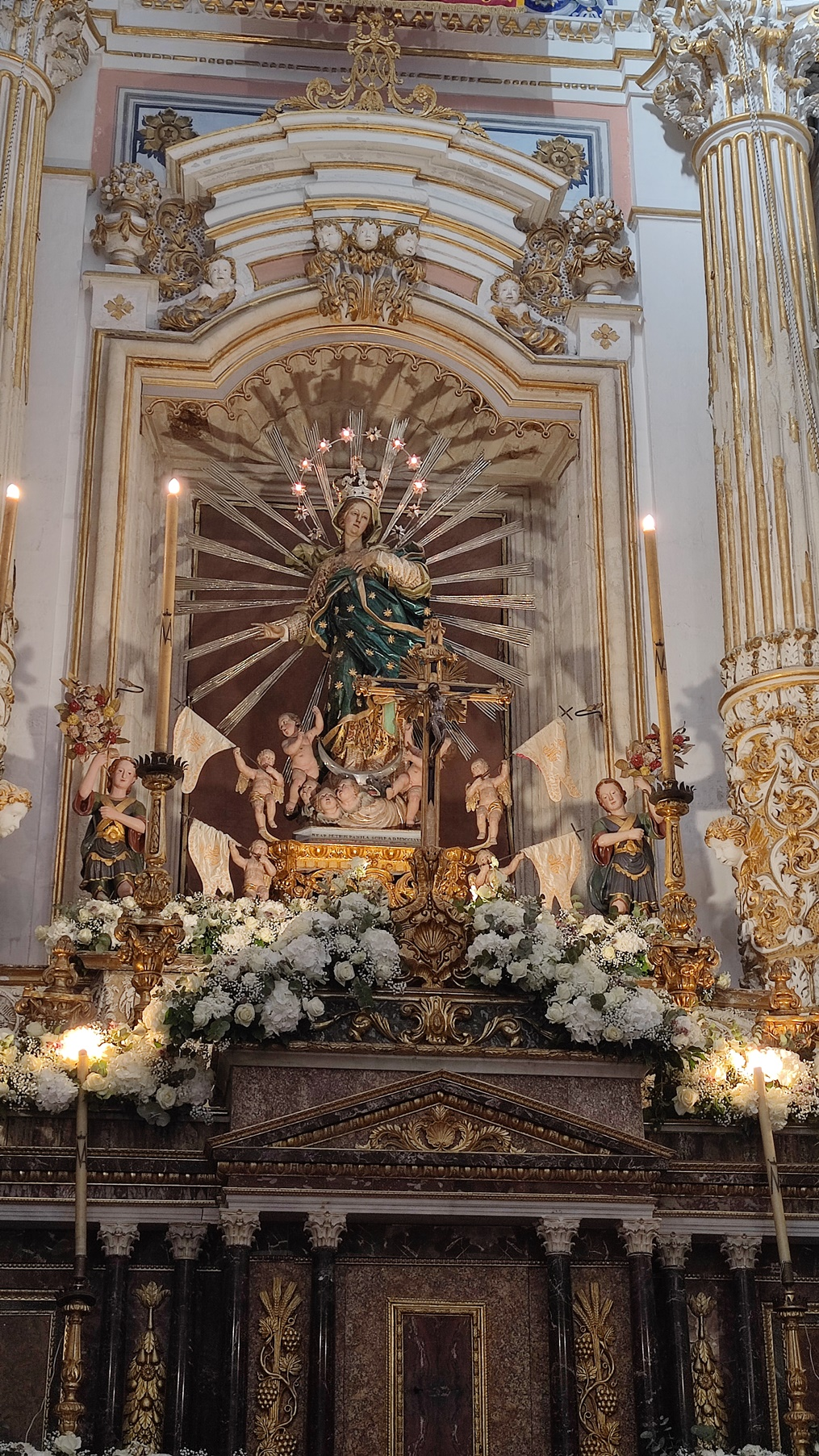
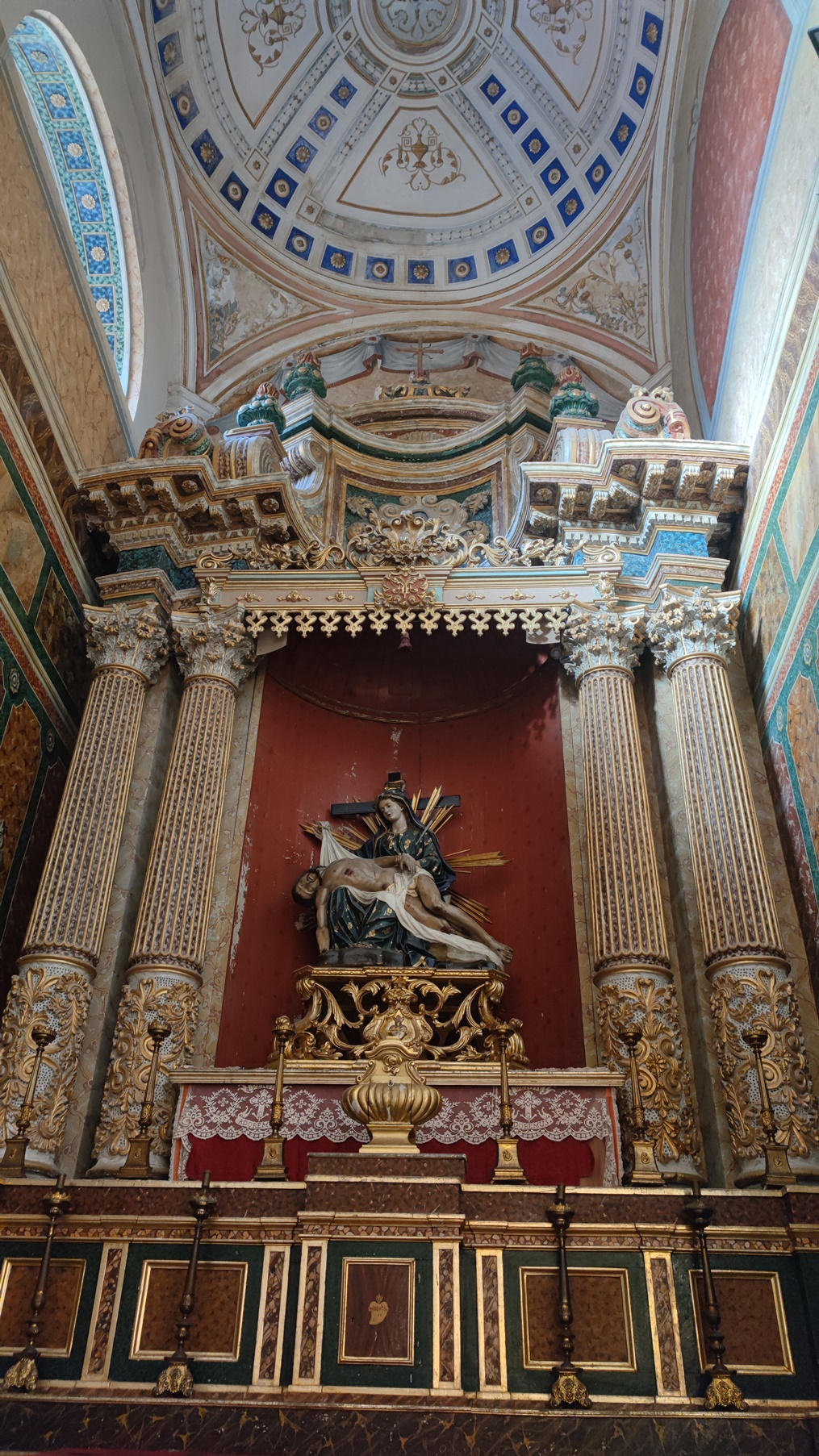
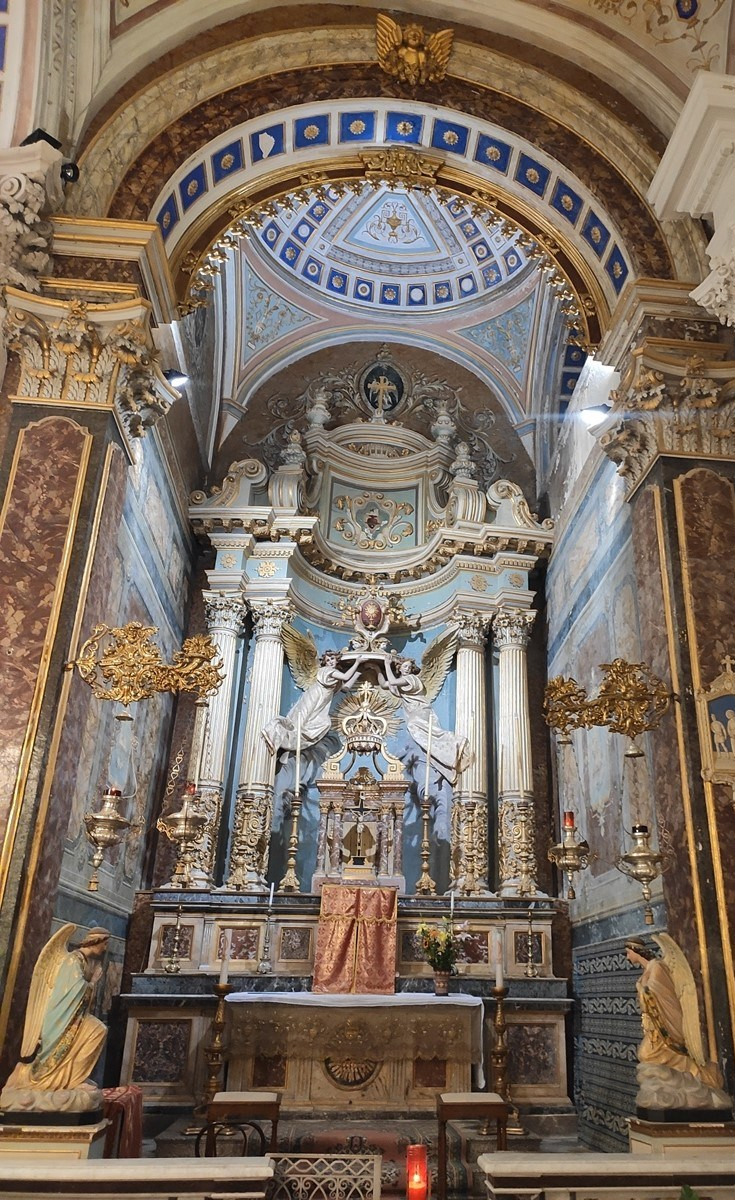

## Altre opere
- XX secolo, Monsignor Antonino Morana e Monsignor Blandino, ritratti di prelati, opere di Enrico Maltese (1862 - 1920) documentate in sacrestia.
- XX secolo, Crocifissione, opera del canonico Orazio Spadaro (1880 - 1959) documentata i sacrestia.

## Organo
L'organo monumentale, opera dei fratelli Polizzi ed inaugurato nel 1924, è composto da 1800 canne, 35 registri e due tastiere.

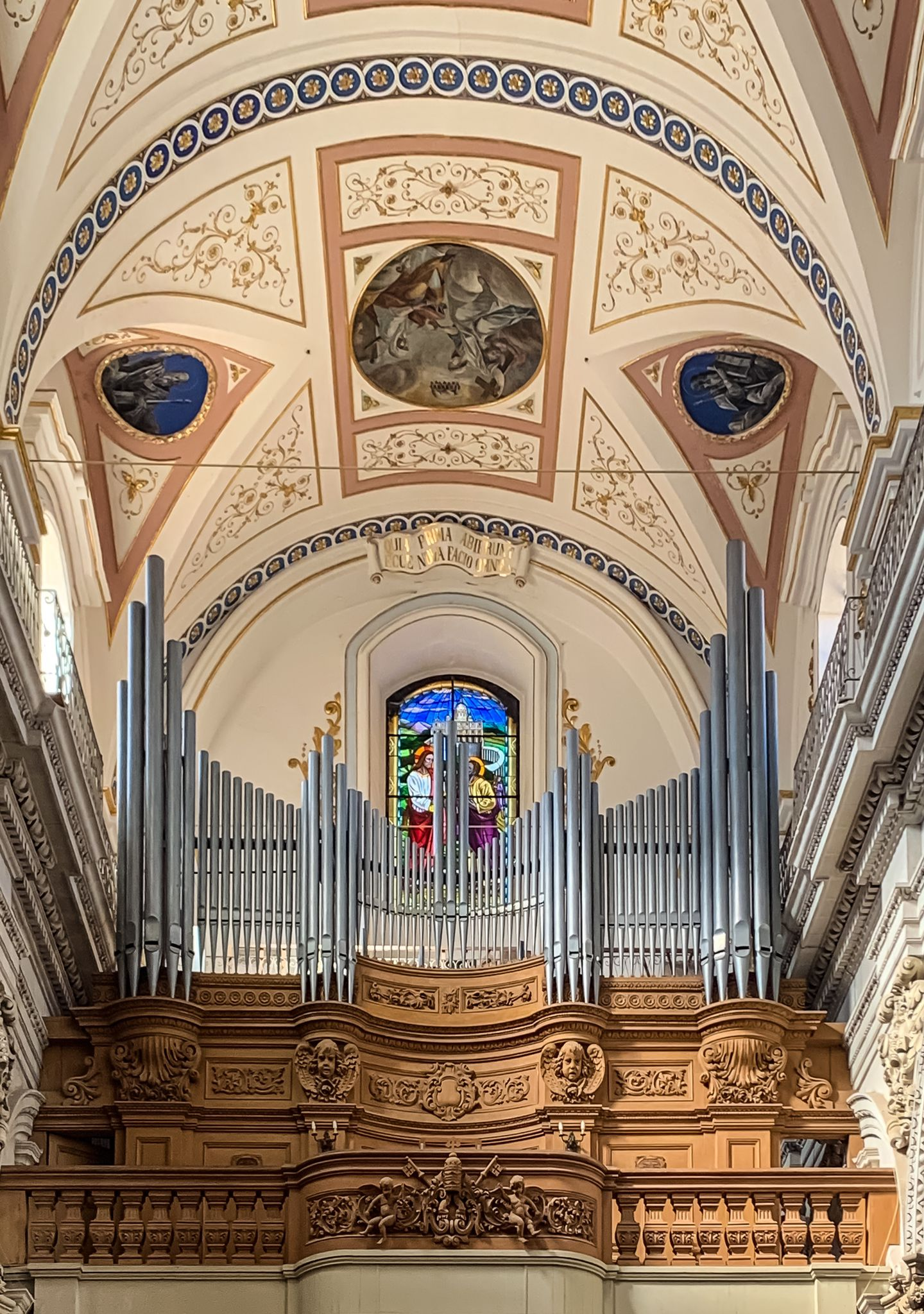
Organo monumentale

## Confraternite
Sodalizi documentati:
- Congregazione di Santa Maria Immacolata.[16]

Chiese inferiori soggette o chiese sacramentali coadiutrici:
- Chiesa del Santissimo Salvatore.
- Chiesa di Santa Maria del Soccorso.
- Chiesa di San Paolo Apostolo.

## Feste religiose
- 29 giugno, "Festa di San Pietro Apostolo", evento processionale documentato.[2]